# Gennevilliers
Ne doit pas être confondu avec Genvillers.
Gennevilliers  est une commune française du département des Hauts-de-Seine en région Île-de-France, située à 2,1 km au nord-ouest de Paris.
Située dans une boucle de la Seine, elle est le site du plus important port fluvial de la région Île-de-France.

## Géographie
Les communes limitrophes sont Colombes, Argenteuil, L'Île-Saint-Denis, Villeneuve-la-Garenne et Asnières-sur-Seine.

### Localisation
La commune de Gennevilliers est située à 2,1 km au nord-ouest de Paris Porte de Clichy, dans le département des Hauts-de-Seine.

Situation de Gennevilliers
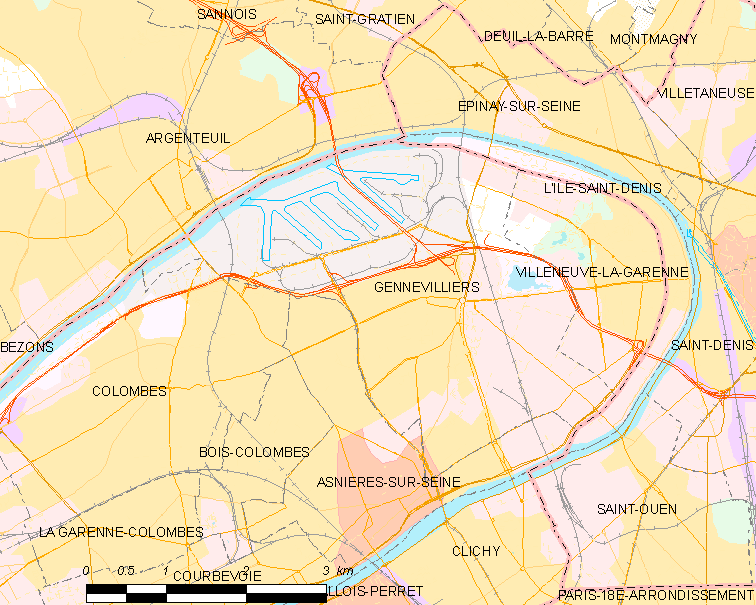
Plan de la commune.
Situation de la commune de Gennevilliers, en rouge, sur une carte de Paris et de la « Petite Couronne ».

### Communes limitrophes
Gennevilliers est limitrophe d'Asnières-sur-Seine, Colombes, et Villeneuve-la-Garenne. Située sur la Seine, elle partage également des limites de commune sur celle-ci avec les villes d'Argenteuil, d'Épinay-sur-Seine, de l'île Saint-Denis, et de Saint-Ouen.
| Argenteuil                  | Argenteuil, Épinay-sur-Seine (quadripoint) | L'Île-Saint-Denis     |
| Colombes Asnières-sur-Seine | Gennevilliers                              | Villeneuve-la-Garenne |
| Asnières-sur-Seine          | Asnières-sur-Seine                         | L'Île-Saint-Denis     |

### Géologie et relief
La superficie de la commune est de 1 164 hectares ; l'altitude varie de 21 à 33 mètres.
La plaine de la presqu’île de Gennevilliers est sablonneuse et plate. Située dans le lit majeur de la Seine, pendant des millénaires, celle-ci a déposé dans ce méandre une épaisse couche de galets, graviers et sables. L'essor des constructions en béton de ciment durant le XXe siècle, très consommatrice de ces granulats, trouva dans cette plaine alluvionnaire, non bâtie et au cœur de l'agglomération parisienne, un gisement de matériaux idéal. Les carrières se multiplièrent rapidement et au fur et à mesure de l'exploitation les parties fouillées étaient remblayées. Les tombereaux tirés par des chevaux, puis rapidement des norias de camions automobiles, déversaient des gravats qui venaient parfois de loin (de Paris mais également de banlieues très éloignées), pendant que d'autres partaient livrer les chantiers de construction.
Il en existait une à l’extrémité de l’actuel parc des Sévines dont l’entrée se trouvait à l’angle de la rue des Cabœufs et de l’avenue Laurent-Cély, une au bout de l’avenue des Grésillons (d’où le nom donné au quartier adjacent) au no 195 (carrières Rossignol), une autre avenue du Pont-de-Saint-Ouen (carrières Couton), une autre 92, avenue du Général-de-Gaulle (où furent tournées plusieurs scènes du film Gas-Oil), etc.

### Hydrographie

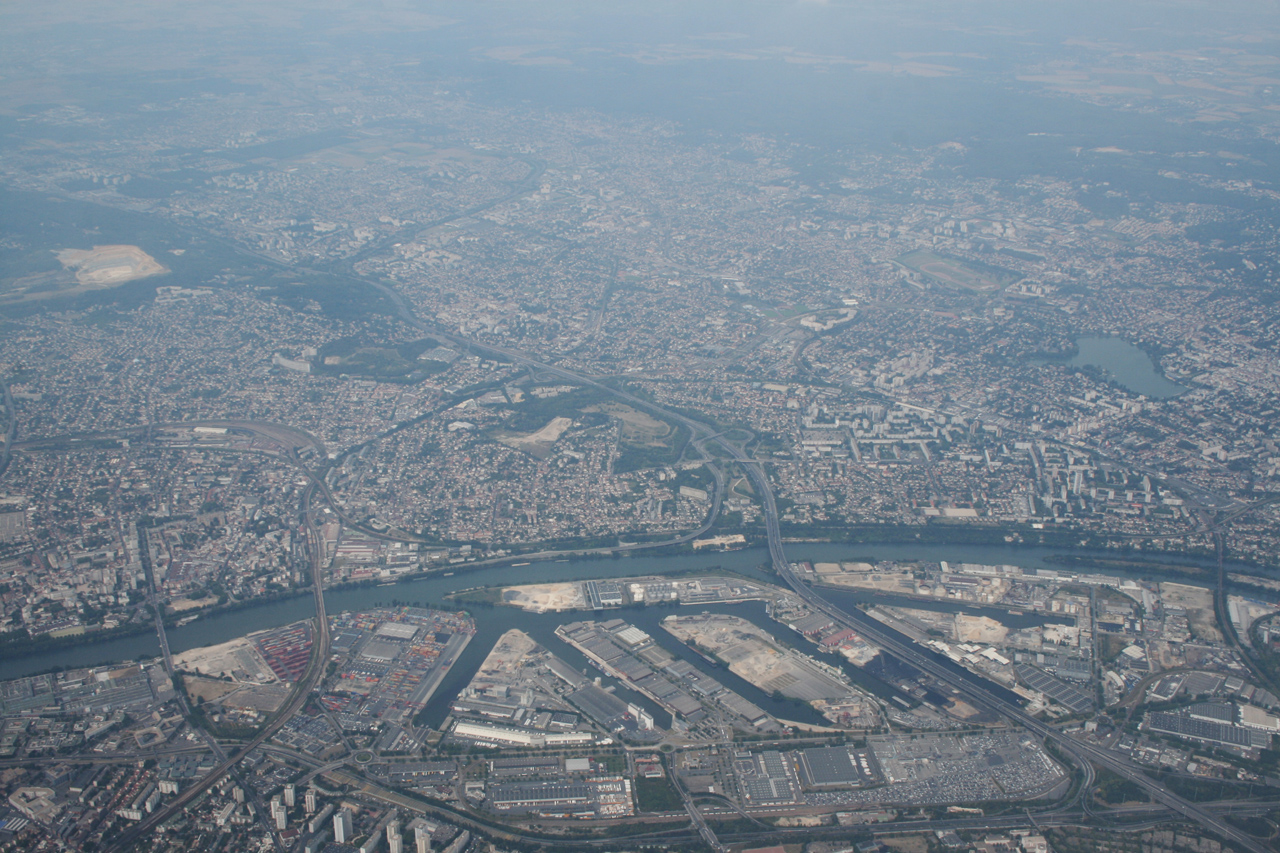
Photographie aérienne du port de Gennevilliers.

La commune est située dans l'un des méandres du fleuve la Seine en aval de Paris.
Le Port de Gennevilliers comprend trois types d'espaces : 
- 51 ha représentent les plans d’eau avec deux chenaux et six darses de 660 à 800 m de long ;
- une zone industrielle de 220 ha avec magasins et entrepôts d’entreprises, qui accueille environ 275 entreprises, ainsi qu'une pépinière d'entreprises[2] ;
- 272 ha consacrés aux activités portuaires et aux services divers (sécurité, douanes, pompiers, manutention, transport, implantation d'entreprises, etc. représentant une surface de 510 000 m2 de bâtiments, 78 ha d'espaces publics aménagés. Il génère 8 000 emplois directs.

C'est le premier port d'Île-de-France et le premier port fluvial français ;

### Climat
Pour des articles plus généraux, voir Climat de l'Île-de-France et Climat des Hauts-de-Seine.
En 2010, le climat de la commune est de type climat océanique dégradé des plaines du Centre et du Nord, selon une étude du CNRS s'appuyant sur une série de données couvrant la période 1971-2000. En 2020, Météo-France publie une typologie des climats de la France métropolitaine dans laquelle la commune est exposée à un climat océanique altéré et est dans la région climatique Sud-ouest du bassin Parisien, caractérisée par une faible pluviométrie, notamment au printemps (120 à 150 mm) et un hiver froid (3,5 °C).
Pour la période 1971-2000, la température annuelle moyenne est de 12,2 °C, avec une amplitude thermique annuelle de 15,4 °C. Le cumul annuel moyen de précipitations est de 639 mm, avec 10,4 jours de précipitations en janvier et 7,7 jours en juillet. Pour la période 1991-2020, la température moyenne annuelle observée par la station météorologique la plus proche, située à Paris à 9 km à vol d'oiseau, est de 13,3 °C et le cumul annuel moyen de précipitations est de 667,4 mm,. Pour l'avenir, les paramètres climatiques de la commune estimés pour 2050 selon différents scénarios d'émission de gaz à effet de serre sont consultables sur un site dédié publié par Météo-France en novembre 2022.

## Urbanisme

### Typologie
Au 1er janvier 2024, Gennevilliers est catégorisée grand centre urbain, selon la nouvelle grille communale de densité à sept niveaux définie par l'Insee en 2022.
Elle appartient à l'unité urbaine de Paris, une agglomération inter-départementale regroupant 407  communes, dont elle est une commune de la banlieue,,. Par ailleurs la commune fait partie de l'aire d'attraction de Paris, dont elle est une commune du pôle principal,. Cette aire regroupe 1 929 communes,.

### Morphologie urbaine
L’Insee découpe la commune en cinq « grands quartiers » soit Luth, Fossé de l'Aumône, Agnettes, Grésillons, Village Chandon, eux-mêmes découpés en 19 îlots regroupés pour l'information statistique.
La ville de Gennevilliers ne possède pas de véritable centre-ville. Un projet est en cours et les travaux sont en cours de finalisation début 2021 afin de faire du quartier de la mairie le centre-ville (esplanade, commerces).
La ville est divisée en plusieurs quartiers[réf. nécessaire] :

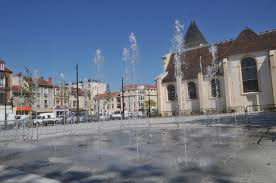
La place Jean-Grandel après les travaux.

- Le Village (ou Vieux-Gennevilliers) qui correspond au village d'origine autour de l'église Sainte-Marie-Madeleine de Gennevilliers. On peut y voir l'ancienne mairie de Gennevilliers. 
La ligne 1 du tramway d'Île-de-France dessert le quartier depuis le 15 novembre 2012[14] avec deux stations différentes, Timbaud et Village. En juin 2012, la réhabilitation de la place Jean Grandel a permis de mettre fin à l'utilisation de cette dernière comme parking à ciel ouvert et de la transformer en place d'agrément. Une fontaine y a été installée.

- Le Luth est un quartier situé au nord de la ville et qui correspond à l'urbanisation massive de la ville dans les années 1950-1970[15]. Actuellement en pleine restructuration, c'est le plus grand quartier prioritaire de la ville, avec 7 300 habitants en 2020[16]. Il a fait l’objet d'un documentaire par Canal+ en 1989. Le quartier accueille également l'espace culturel Aimé-Césaire construit de 2010 à 2013 et dont l'architecte est Rudy Ricciotti[17].
- Le Fossé de l'Aumône et Les Chevrins.

- La Cité-jardin (1923-1934) : elle fait partie de la quinzaine de cités-jardins construites dans l’entre-deux-guerres par l'Office HBM de la Seine, dirigé alors par Henri Sellier. 237 pavillons individuels et 186 logements en immeubles sont conçus par les architectes Ernest-Michel Ebrard et Félix Dumail[18],[19]. On y trouve l'antenne locale de la Croix-Rouge française, ainsi que le cinéma Jean Vigo.

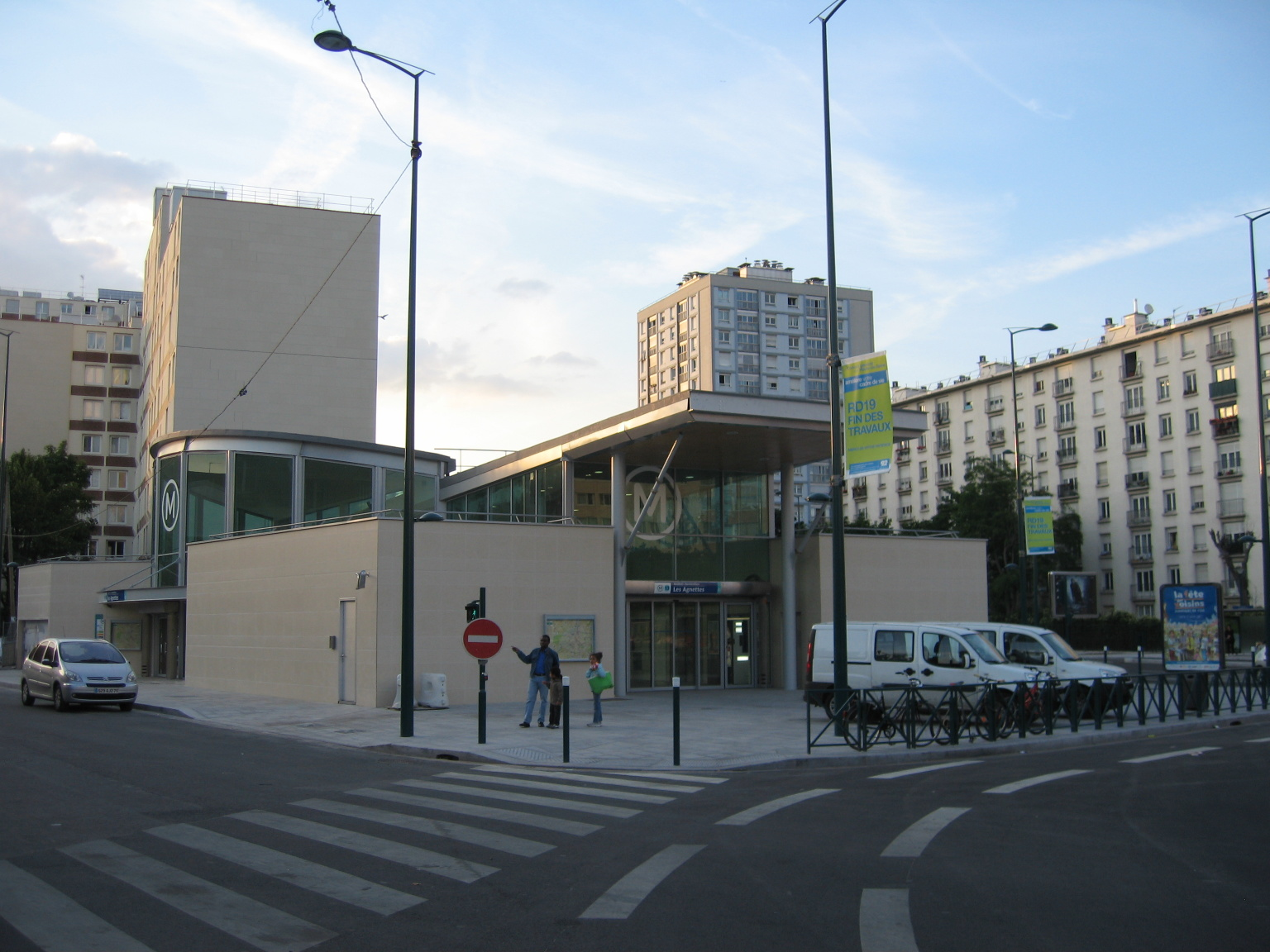
Station de métro des Agnettes.

- Les Agnettes est un quartier qui a connu une pleine expansion dans les années 1960-1970 et qui fait l'objet d'un vaste projet de requalification urbaine via l'ANRU depuis 2012 visant à l'ouvrir sur la ville et sur le nouvel écoquartier voisin[20],[21]. Classé quartier prioritaire, il compte 5 500 habitants en 2020[22]. On y trouve notamment l’hôtel de ville et la tour administrative (19 étages), la bibliothèque centrale Rabelais, la salle des fêtes et le centre commercial. En 2015 le conservatoire de musique Edgar-Varèse a été totalement réhabilité (portant sa capacité d'accueil à 1500 élèves et 45 salles dont plusieurs studios)[23]. Ces travaux s'inscrivent dans une démarche plus globale de création d'un centre-ville identifié.
La création de la gare des Agnettes sur la future ligne 15 du Grand Paris Express est prévue en 2030, en correspondance avec la station de la ligne 13 du métro de Paris[24].

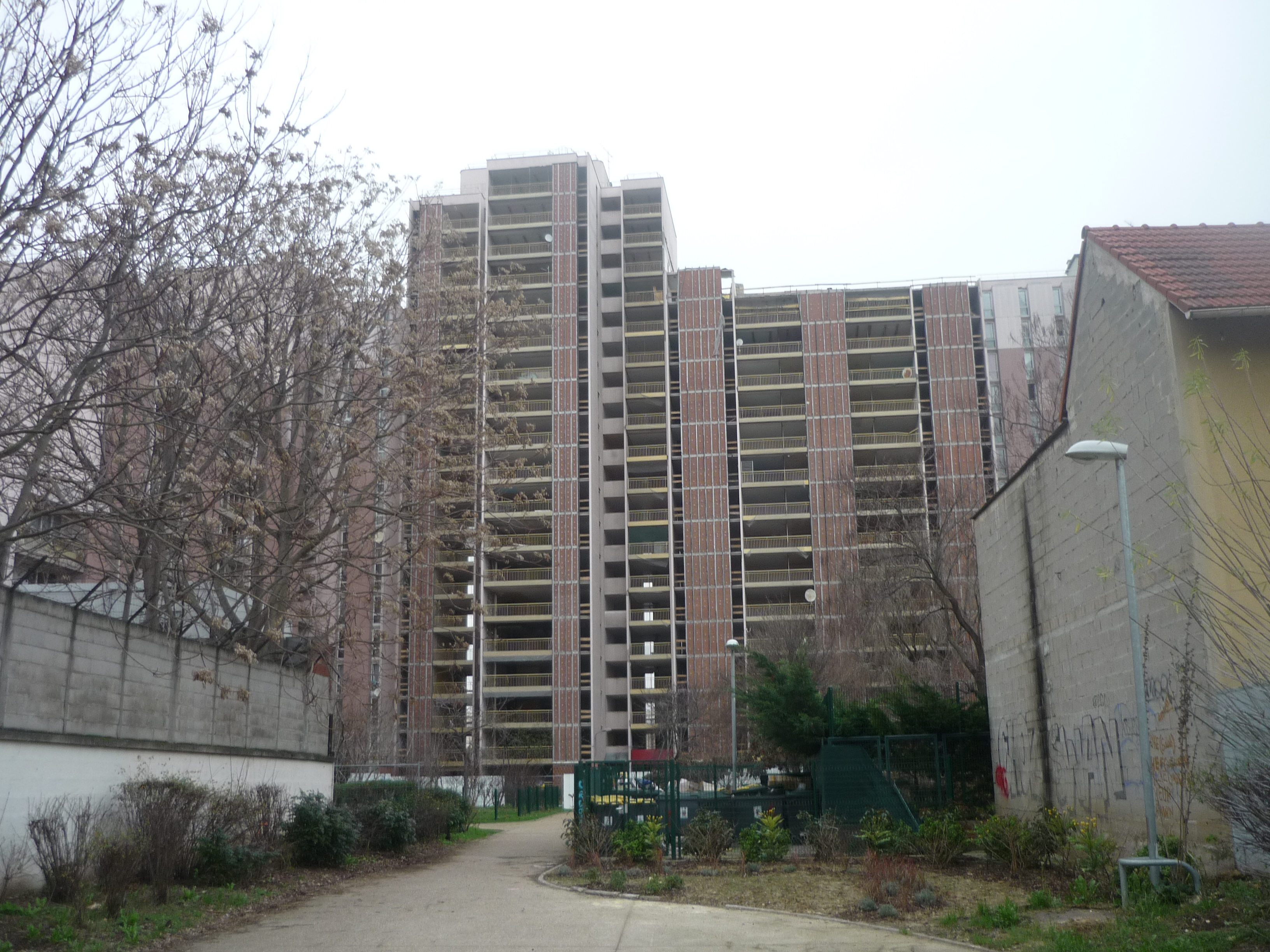
Démolition partielle de la cité rouge, en 2013.

- Les Grésillons et Chandon-Brenu : Les Grésillons est un quartier limitrophe avec le quartier d’Asnières-sur-Seine du même nom. C’est un quartier en plein renouveau, comme son voisin Chandon-Brenu. Les anciennes usines (Chausson) laissent la place à des constructions modernes[réf. nécessaire], avec des avenues aérées plantées d'arbres et de nouveaux immeubles de bureau, dont celui de Prisma Media. À proximité de la station de métro Gabriel Péri, la cité-rouge a été partiellement détruite et réhabilitée en 2014[25].
Le Théâtre de Gennevilliers (Centre dramatique national de Gennevilliers) est installé sur l'avenue des Grésillons, dans un bâtiment construit dans les années 1930, non loin des moyens de transport[Note 4]. On trouve également dans le quartier le lycée Galilée et l'église Saint-Jean des Grésillons, au bord de la coulée verte Missak-Manouchian.
- Le Petit Gennevilliers : on trouve dans ce quartier le pont d'Argenteuil et le pont de Colombes. Pendant le Second Empire, de belles villas y sont construites ainsi que des chantiers de constructions navales sur cette berge, alors appelée quai d’Argenteuil, car située juste en face d’Argenteuil. L’arrivée du chemin de fer en 1851, permet aux Parisiens de venir profiter des joies de la campagne et du canotage car à cet endroit la Seine est profonde et large. Des restaurants, guinguettes, marchands de vin et autres lieux conviviaux s’implantent le long des berges de la Seine. 
L’installation de Gustave Caillebotte en 1881 bouleversera la physionomie du quartier.
Ce quartier est désormais une zone industrielle. Le quai du Petit Gennevilliers garde le souvenir de ce quartier champêtre. La crue de 1910 n’épargne pas le Petit Gennevilliers.

À noter que les deux tiers de l'espace communal sont occupés par la zone industrielle et le Port de Gennevilliers.

### Habitat et logement
En 2019, le nombre total de logements dans la commune était de 20 226, alors qu'il était de 17 691 en 2014 et de 17 052 en 2009.
Parmi ces logements, 95,1 % étaient des résidences principales, 0,6 % des résidences secondaires et 4,3 % des logements vacants. Ces logements étaient pour 8,6 % d'entre eux des maisons individuelles et pour 88,6 % des appartements.
Gennevilliers dispose en 2021 de 57,7 % de logements sociaux, et respecte très largement les obligations posées par la loi SRU, qui prescriit à certaines communes urbaines de disposer d'au moins 25 % de logements sociaux.
Le tableau ci-dessous présente la typologie des logements à Gennevilliers en 2019 en comparaison avec celle des Hauts-de-Seine et de la France entière. Une caractéristique marquante du parc de logements est ainsi une proportion de résidences secondaires et logements occasionnels (0,6 %) inférieure à celle du département (3,8 %) mais supérieure à celle de la France entière (9,7 %). Concernant le statut d'occupation de ces logements, 20,3 % des habitants de la commune sont propriétaires de leur logement (19,9 % en 2014), contre 42,6 % pour les Hauts-de-Seine et 57,5 pour la France entière.
| Typologie                                               | Gennevilliers | Hauts-de-Seine | France entière |
| ------------------------------------------------------- | ------------- | -------------- | -------------- |
| Résidences principales (en %)                           | 95,1          | 89,7           | 82,1           |
| Résidences secondaires et logements occasionnels (en %) | 0,6           | 3,8            | 9,7            |
| Logements vacants (en %)                                | 4,3           | 6,5            | 8,2            |

### Projets d'aménagements - L'écoquartier Chandon République
L'un des grands projets de la ville réside dans l'aménagement de l'écoquartier Chandon République. À l'emplacement d'anciennes usines, 1 700 logements diversifiés (pour environ 3 000 habitants) sont sortis de terre entre 2013 et 2016. Accompagnés de commerces et jouxtant de récents programmes de bureaux, ces logements devraient contribuer à améliorer la mixité sociale de la ville.
La conception de cet écoquartier vise à atteindre une haute performance environnementale. Ce nouvel écoquartier sera situé à proximité du centre-ville.
Une école primaire, Lucie-et-Raymond-Aubrac, ouvre ses portes pour la rentrée scolaire 2014-2015. Également toutes proches, la station de métro Gabriel Péri et les lignes de bus facilitent les déplacements vers la capitale située à moins de 4 kilomètres. Le centre-ville, situé à 700 m, regroupe l'essentiel des services, des petits commerces ainsi qu'un supermarché.

### Voies de communication et transports

#### Voies de Communication
Gennevilliers se trouve au croisement de deux autoroutes, l'A15 et l'A86. La RN 315 assure le prolongement de l'A15 jusqu'au pont de Gennevilliers, avec notamment une partie souterraine appelée tunnel des Sévines et une seconde semi-enterrée.
La Seine est une importante infrastructure de transport fluvial.
La ville est partiellement dotée de pistes cyclables, surtout sur les grands axes.

#### Transports en commun
- Transport ferroviaire :

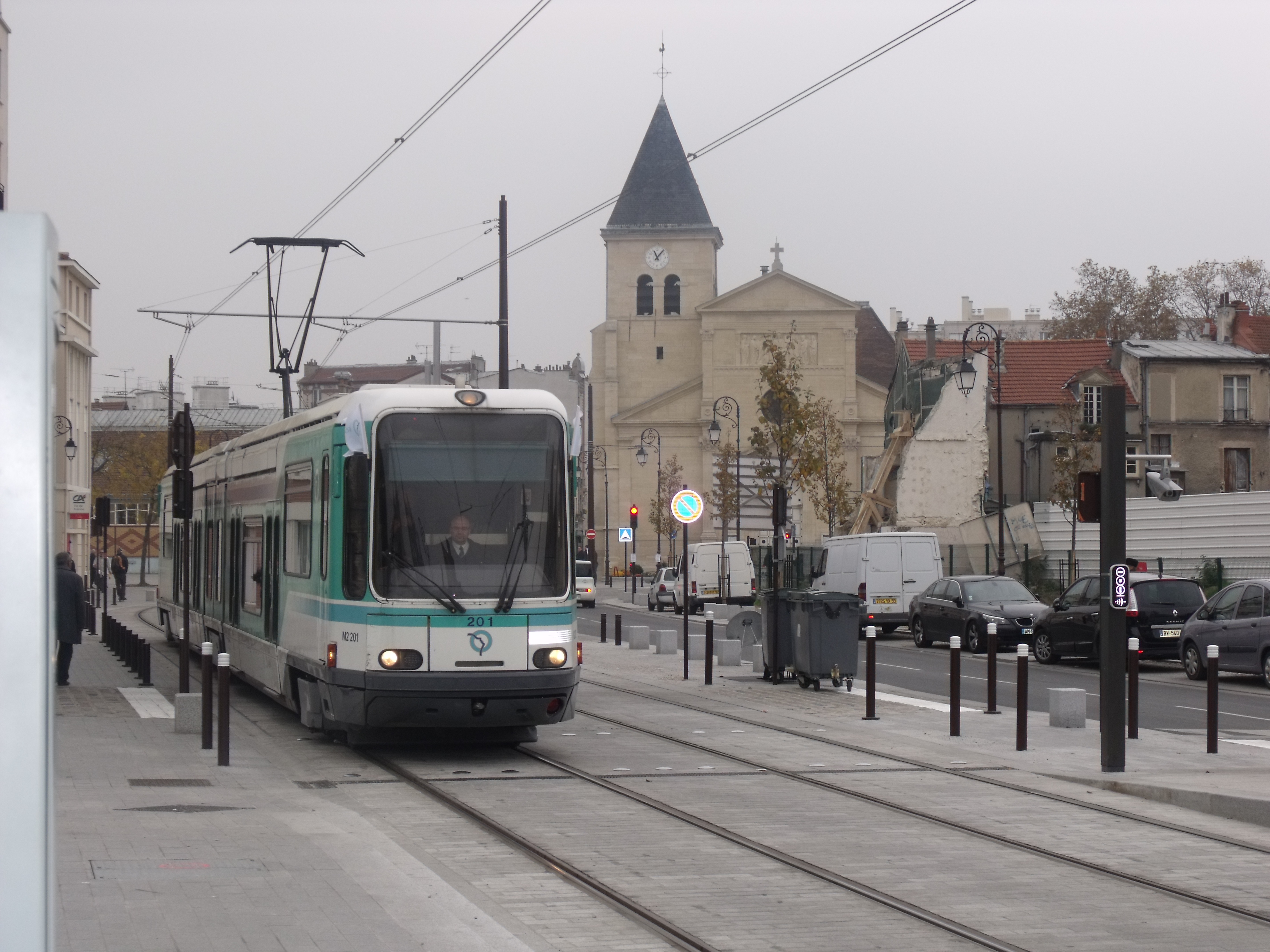
Inauguration du tramway T1 à Gennevilliers.

  - La commune est desservie par deux gares de la ligne C du RER : Gennevilliers et Les Grésillons (en limite communale d'Asnières-sur-Seine pour cette dernière).
  - Elle a également sur son territoire plusieurs stations de la ligne 13 du métro de Paris (en limite communale d'Asnières-sur-Seine) : Gabriel Péri, ouverte en 1980, ainsi que Les Agnettes et Les Courtilles, ouvertes en 2008.
  - Le 15 novembre 2012, le prolongement de la ligne 1 du tramway d'Île-de-France de la gare de Saint-Denis à la station de métro Les Courtilles, a été rendu effectif avec sept stations desservant la ville. À plus long terme est envisagé un nouveau prolongement de la ligne T1 pour un raccordement à la ligne T2 : de Saint-Denis à la Défense en passant par Gennevilliers et Colombes.
  - Du port de Gennevilliers, il y a un faisceau ferroviaire électrifié de 750 m directement raccordé au réseau ferré et la gare du Stade.
- Transport routier : sur les communes de Gennevilliers et Villeneuve-la-Garenne se situe l’échangeur autoroutier entre l’A86 (super-périphérique parisien) et l’A15. Les autoroutes A1, A13 et A14 sont également à proximité. Bus et navette du port se connectent au réseau RATP. La commune est desservie par les lignes de bus suivantes : 137, 138, 140, 166, 177, 178, 235, 238, 261, 276, 304, 340, 366, Bus du Port et RiverPlaza.
- Transport fluvial et maritime : Convois jusqu’à 5 000 t sur la Seine aval et 3 000 t sur l’amont et l’Oise. Lignes fluviales régulières de conteneurs Le Havre-Rouen-Gennevilliers avec quatre rotations par semaine. Caboteurs fluvio-maritimes jusqu’à 2 600 t de port en lourd sans rupture de charge en trafic international.
- Oléoduc : Point d’arrivée des raffineries de la Basse-Seine et point de connexion des réseaux autour de Paris.

## Toponymie
Soit de Villare Genne, maison d'un homme franc nommé Genne, soit de Genne, altération de Geneviève, patronne d'Asnières-sur-Seine dont Gennevilliers dépendait.[Information douteuse]

## Histoire

### Préhistoire
On a trouvé à Gennevilliers des vestiges d'habitat[réf. nécessaire] néolithique puis des pièces de monnaie gauloises, romaines, mérovingiennes, etc., prouvant un peuplement ancien et continu, au moins depuis l’époque gallo-romaine.

### Moyen Âge
La Seine joua à travers les siècles un rôle essentiel dans le développement de Gennevilliers et de son hameau Villeneuve-la-Garenne, aujourd'hui une commune à part. Véritable presqu’île entourée de digues depuis toujours pour protéger habitants et cultures des crues du fleuve, elle fut cependant ravagée par les inondations de 1740 et de 1910.
Terre d’agriculture, d’élevage, de pêche et de chasse, Gennevilliers est rattaché à l’abbaye de Saint-Denis du Moyen Âge jusqu’à la Révolution.
Le territoire appartient au domaine royal sous les Mérovingiens et, au VIIe siècle, il fait sans doute partie du legs attribué par Dagobert à l’abbaye de Saint-Denis.
Les premières traces écrites connues de l'existence de Gennevilliers remontent à 875, et permettent de savoir que la ville souffre des invasions normandes du IXe siècle.
Un relevé de la dîme de 1218 mentionne le hameau de Gennevilliers.
La ville subit les combats de la guerre de Cent Ans.
En 1248, Guillaume III Macorris, abbé de Saint-Denis, affranchit les serfs des villages situés dans la Garenne, dont Gennevilliers. Les nouveaux arrivants seront libres moyennant la somme de 1 700 livres versée à l’abbaye.
Gennevilliers est également une dépendance d’Asnières-sur-Seine jusqu'en 1302, date à laquelle elle fut érigée en paroisse. Une chapelle bâtie par les habitants est érigée en 1302 en église paroissiale par Simon de Bucy, évêque de Paris.
Bien que la ville soit située à 7 kilomètres seulement du centre de Paris, sa situation dans la boucle de la Seine a longtemps tenu la « presqu’île » de Gennevilliers à l’écart des grands courants de l’histoire (et du passage) avec cependant quelques faits notables[Quoi ?] :
Le village souffre beaucoup dans les guerres civiles sous Charles V, Charles VI et Charles VII.
En 1411, le parti orléaniste le mit au pillage, puis Antoine de Craon le reprend la même année.

### Temps modernes
Gennevilliers a souvent eu des inondations; la grande crue de 1740 la détruit en partie. Saint Vincent de Paul est un des premiers à venir en aide aux pauvres habitants inondés.
En 1746, le maréchal de Richelieu fait bâtir par Giovanni Niccolò Servandoni le château de Gennevilliers, entouré d’un parc à fabriques avec une superbe glacière, où il reçoit Marie Leczinska, Louis XV et Madame de Pompadour qui pratiquent la chasse dans les garennes et les bois giboyeux de Gennevilliers. C’est dans ce château qu'est créé le 26 septembre 1783 Le Mariage de Figaro de Beaumarchais.
Avant la Révolution, quatre grands propriétaires sur dix-huit dans la région habitent Gennevilliers. Ils se partagent plus de la moitié des terres cultivables de la commune soit 550 hectares. La Maison royale de Saint-Cyr (Maison royale de Saint-Louis) et l’abbaye de Saint-Denis en possèdent 165 et 30 hectares appartiennent à la paroisse. Les 310 petits propriétaires restant se partagent 504 hectares, soit un peu plus d'un hectare chacun.

### Révolution française et Empire
La commune est ainsi décrite en 1841 dans la Nouvelle histoire de Paris de Julien de Gaulle : .
À la fin du XIXe siècle, de nombreux impressionnistes (Cézanne, Monet, Berthe Morisot, Renoir, Alfred Sisley et Van Gogh entre autres) fréquentèrent Gennevilliers où habitaient la famille Manet et le peintre Gustave Caillebotte. Ils y peignent de nombreux tableaux.
En 1881, Gustave Caillebotte achète une parcelle au Petit Gennevilliers (ce quartier était situé entre les ponts d’Argenteuil et le pont de Colombes). Avec son frère, ils font construire juste au bord de la Seine une maison en meulière de deux étages, puis une petite maison à un étage avec un atelier pour Gustave. Il achète d’autres parcelles et se lance dans la construction navale (chantier naval « Luce »), construit un hangar à bateaux et une longue serre (en 1888).

Le Petit-Gennevilliers de Caillebotte
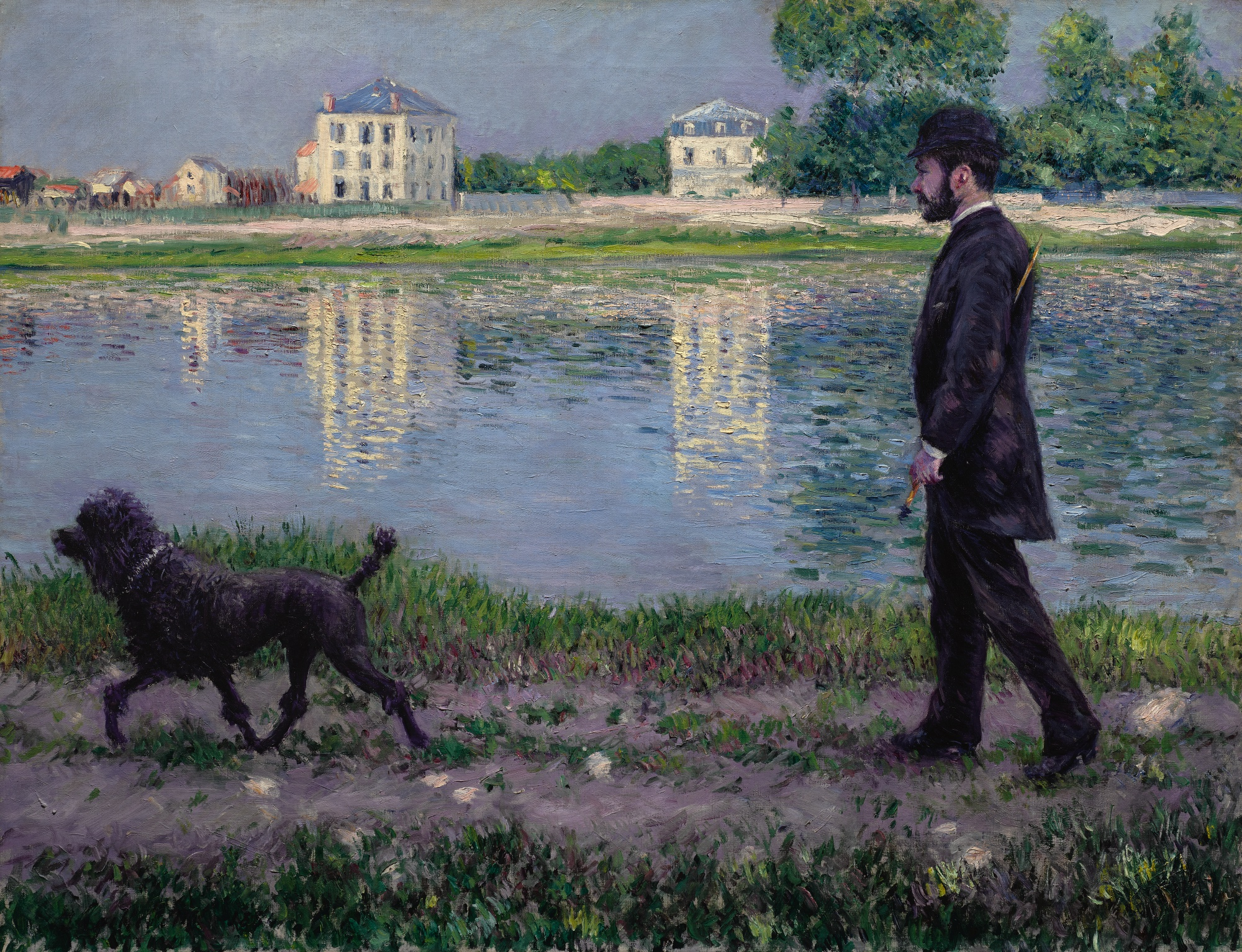
Richard Gallo et son chien au Petit Gennevilliers, 1884 collection privée, Vente 2019.
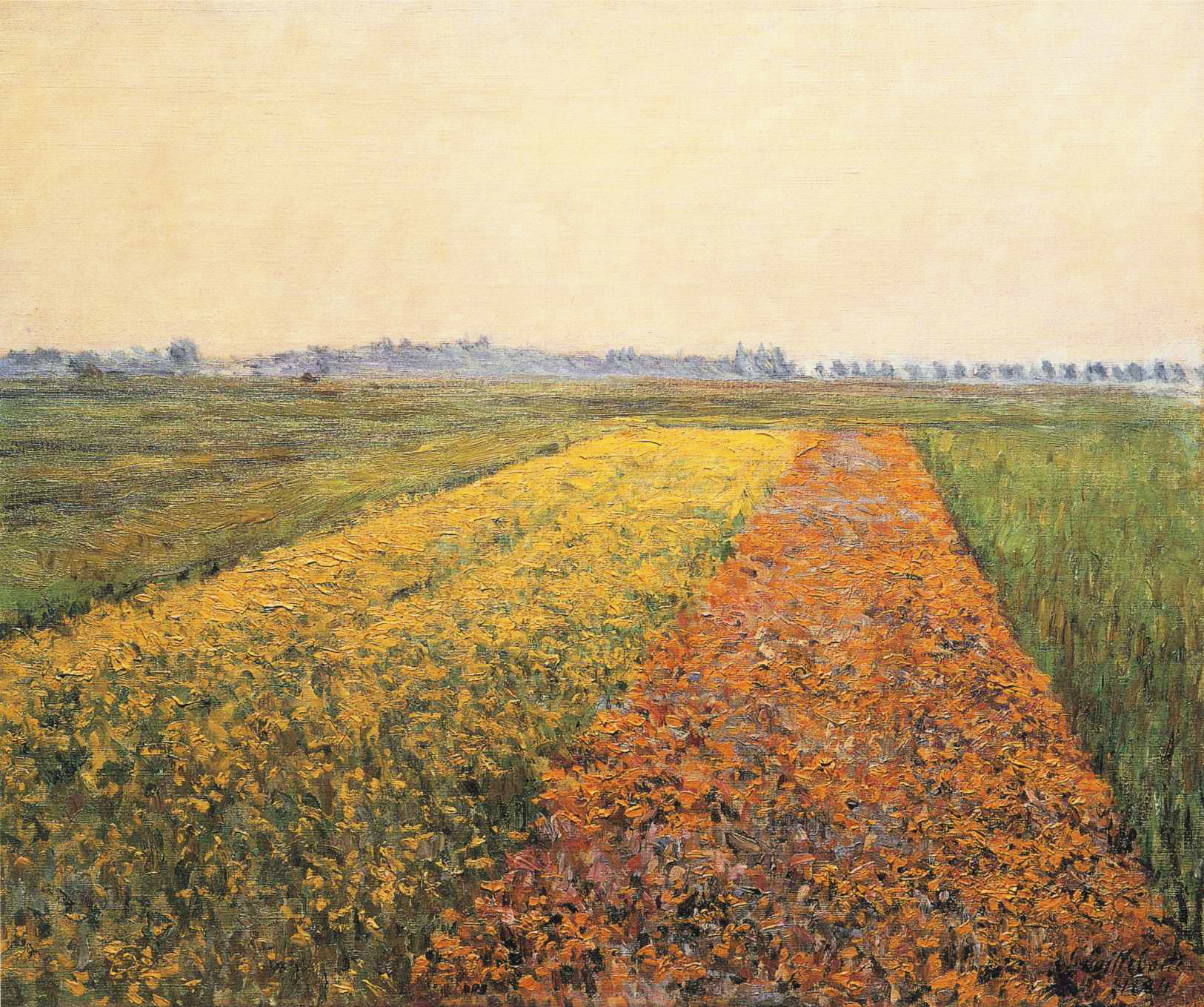
La Plaine de Gennevilliers, Champs jaunes, 1884 Cologne, Musée Wallraf Richartz.
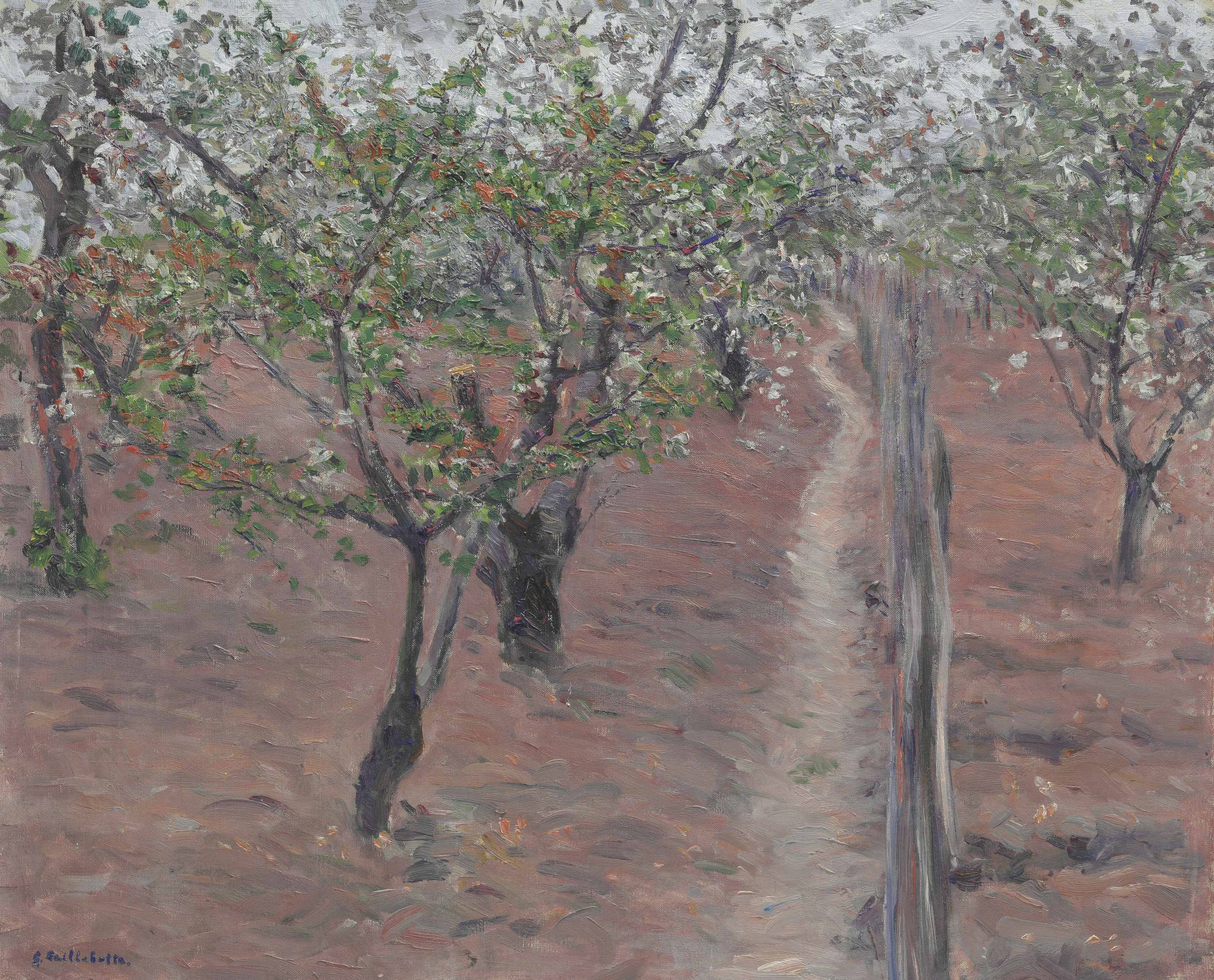
Verger, arbres en fleurs, Petit Gennevilliers, 1885 Collection privée.
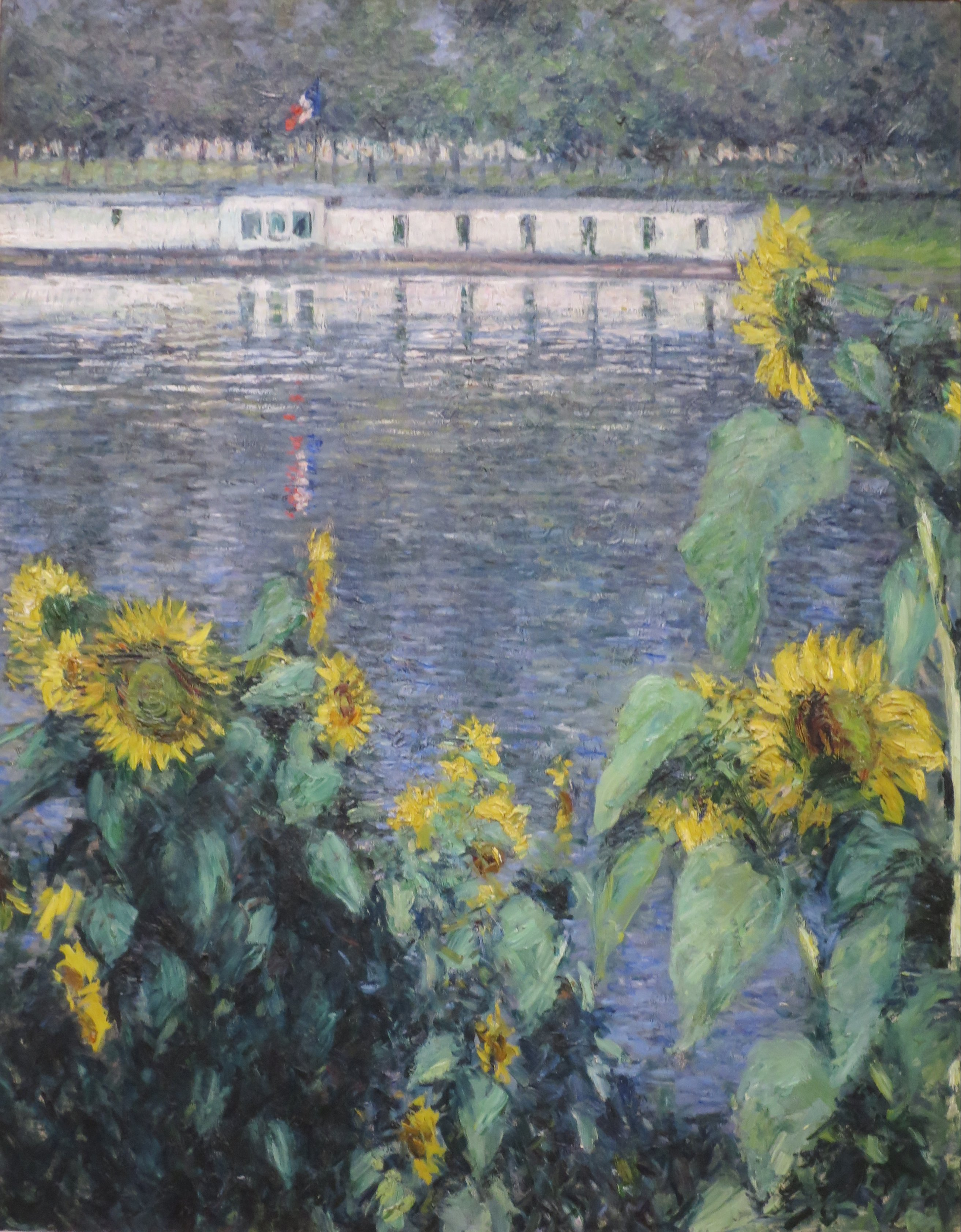
Tournesols au bord de la Seine, 1885-1886 Musée des Beaux-Arts de San Francisco.
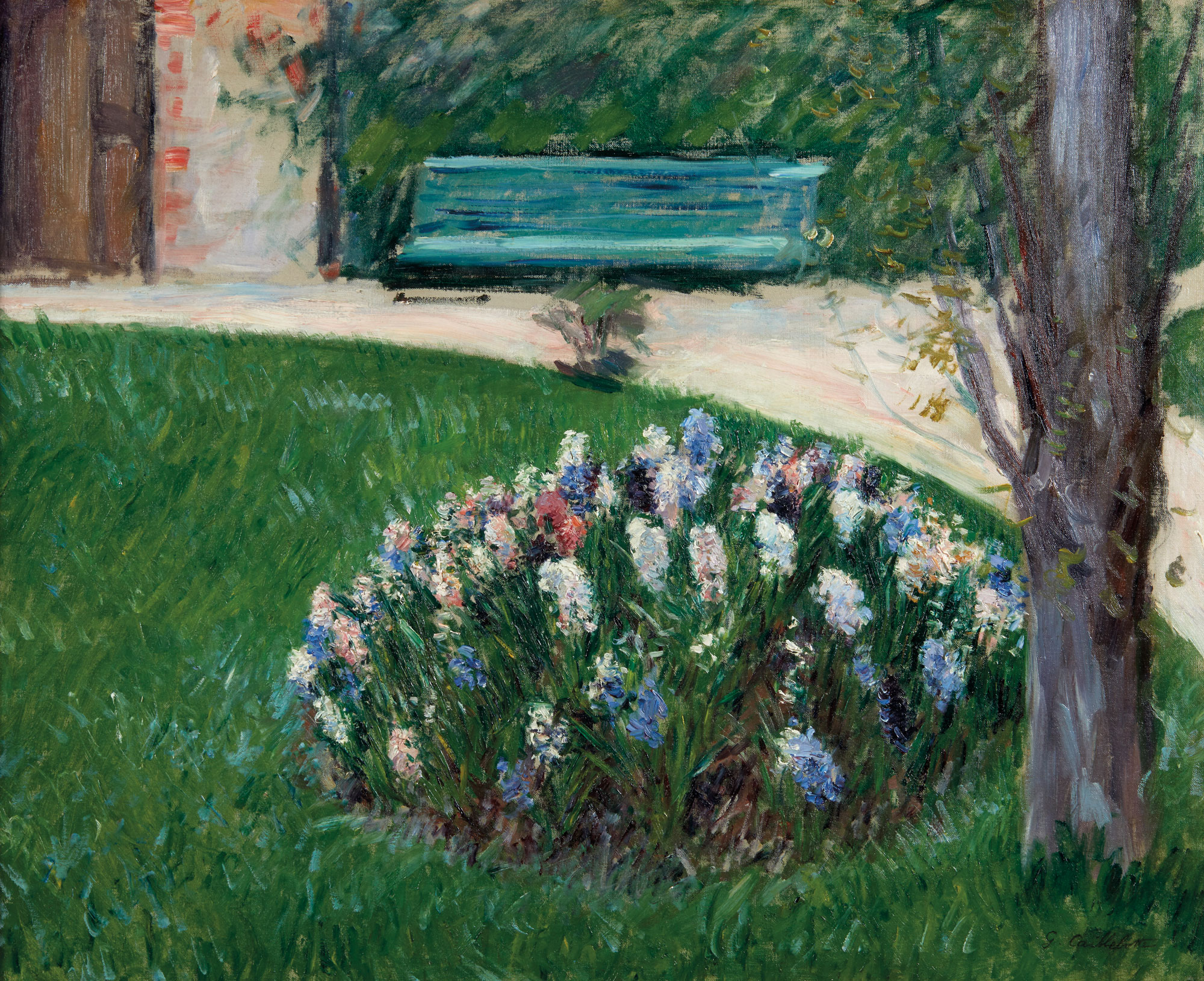
Massif de jacinthes, jardin du Petit Gennevilliers, les toits roses, 1890-1891 Collection privée, Vente 2019.
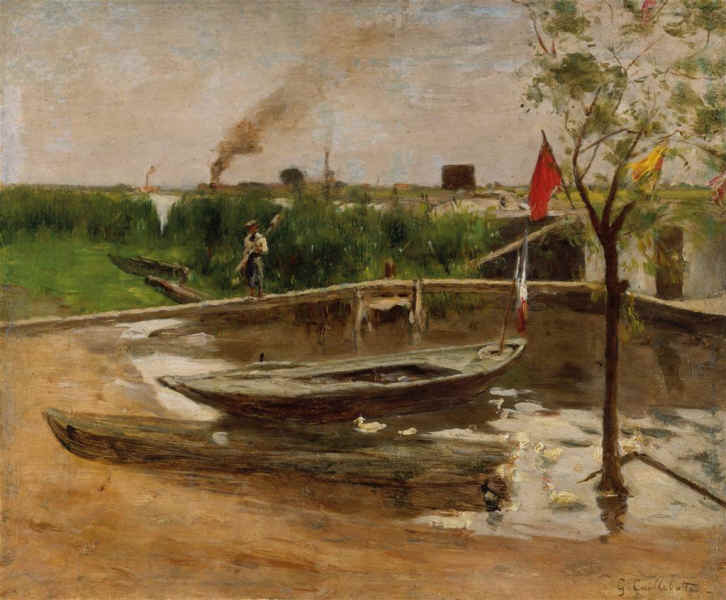
Port de plaisance sur la Seine, vers 1891 Kunsthalle de Brême.
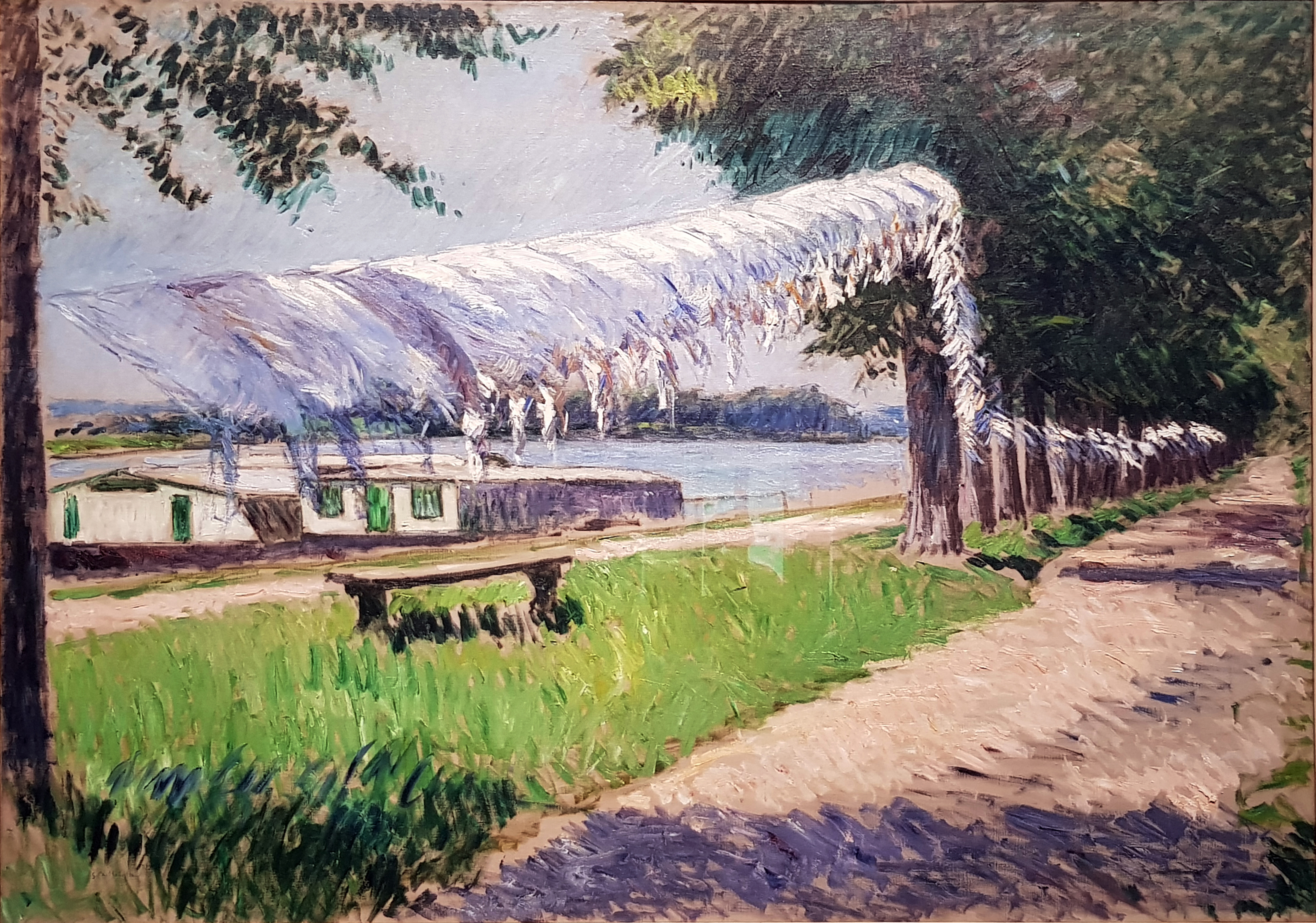
Linge séchant au bort de la Seine, Petit Gennevilliers, 1892 Musée Wallraf Richartz, Cologne.
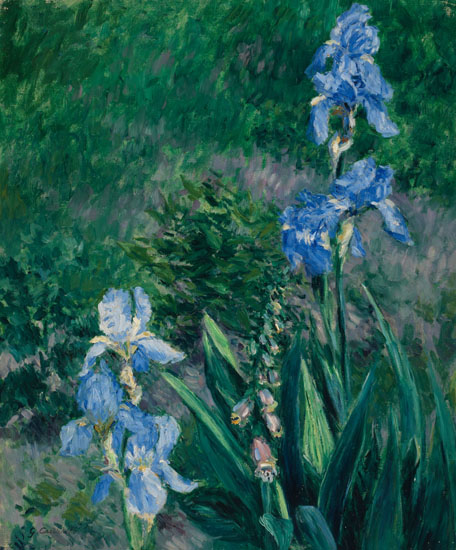
Iris bleus, jardin du Petit Gennevilliers, 1892 Toronto, Art Gallery of Ontario.

### Époque contemporaine
Le développement industriel de Gennevilliers prend son essor tardivement, au début du XXe siècle. La desserte ferroviaire vers la gare du Nord, réalisée en 1909, ainsi que le tramway, allant tous deux vers Paris, entraînent la construction d'usines de façon un peu chaotique. D’importantes entreprises, notamment liées à l’automobile, s’y installèrent et la commune et ses environs accueillirent également de nombreux chiffonniers et ferrailleurs. De bourgade paysanne dominée par quelques propriétaires terriens, Gennevilliers devint, entre les deux guerres, plus populeuse et ouvrière.
La crue de 1910 n’épargne pas Gennevilliers ni son hameau. Les digues sont complètement submergées et le refoulement des eaux d’égouts contribue à rendre la catastrophe encore plus violente. Les dégâts sont gigantesques sur l’ensemble de la commune de Gennevilliers. Plus de 1 000 maisons sont touchées, 150 sont évacuées et 13 complètement écroulées.

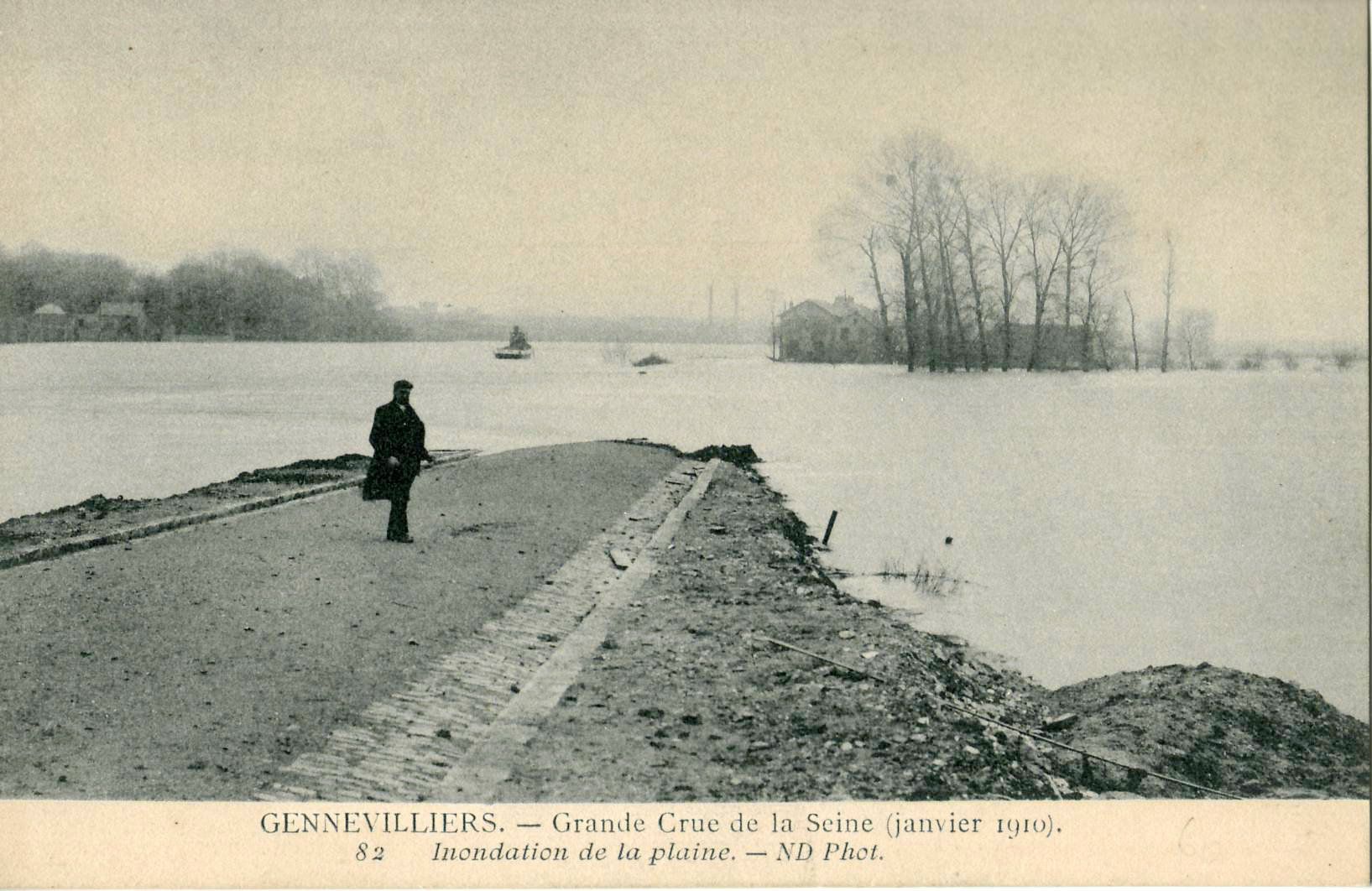
La crue de 1910.

Profitant de l'essor industriel de la commune, le hameau de Villeneuve-la-Garenne, se sépare de Gennevilliers en 1927 et devient une commune à part entière.
Le 21 mars 1915, durant la Première Guerre mondiale, plusieurs bombes sont lancées d'un ballon dirigeable allemand Zeppelin qui explosent au no 11 rue Amélie et au no 18 rue Eugénie,
Pendant la Seconde Guerre mondiale, Gennevilliers subit dix bombardements alliés. Ceux occasionnent le plus de dégâts sont ceux du 30 mai 1942 et du 22 juin 1944 au cours desquels beaucoup d’usines sont endommagées (Chenard, Gnôme et Rhône, etc., mais également beaucoup de maisons individuelles (69 immeubles) et plus de 250 dossiers immobiliers sont déposés en octobre 1944. On compte alors 3 000 sinistrés. Ces personnes, parfois sans travail, se trouvent dans une situation critique. Elles sont contraintes de s’installer dans des constructions sommaires, en bois ou en tôles. L’univers des bidonvilles envahit peu à peu les terrains vagues, conférant un aspect de misère à plusieurs quartiers de la ville. Ces îlots seront, plus tard, rasés pour faire place, entre autres, au centre commercial et administratif.

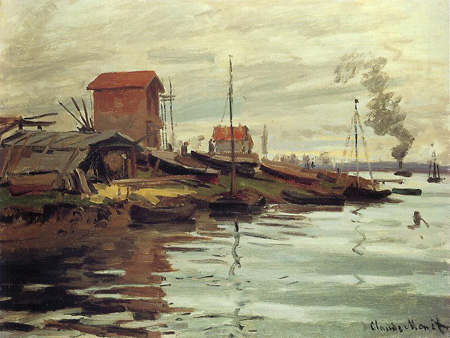
Claude Monet : La Seine au petit Gennevilliers.

Depuis cette « révolution industrielle » gennevilloise et surtout depuis l’après-guerre, une population nouvelle venant de toutes les régions de France et de nombreux pays d’Europe et d’Afrique du Nord s’installe à Gennevilliers. C'est le cas de la famille d’Isabelle Adjani, par exemple. Cet afflux massif de familles et travailleurs pour la plupart d'origine très modeste s’est aussi traduit par des bidonvilles et logements insalubres qui ont depuis beaucoup régressé, mais pas disparu. L’industrialisation de la commune, le développement d’infrastructures dont l'échangeur autoroutier, et la construction de nombreuses HLM comme la cité Agnettes, premier grand ensemble de la ville bâti en 1955, le Fossé-de-l’Aumône avec 1 000 logements construits en 1961 et surtout la cité du Luth, entre 1971 et 1973. Gennevilliers se fond ainsi dans le tissu urbain de la banlieue parisienne dans les années 1970-1980. Plus récemment, un nouveau « centre administratif » (mairie et autres services) géographiquement plus central dans la commune est apparu et quelques quartiers de la ville ont été modernisés.
Si, aujourd'hui, Gennevilliers est un centre industriel et logistique important de la région, la ville reste cependant plus connue en France pour abriter le refuge de la Société protectrice des animaux (SPA), le plus grand refuge animalier d’Europe. Le refuge avait initié d’importantes rénovations en 2021. Le chantier est en 2023 à l’arrêt à la suite de la défaillance du groupe de BTP retenu.
En août 2012 l'Inrap a entamé dans le quartier du Village une série de fouilles préventives qui ont mis au jour des vestiges médiévaux sur l'emplacement même d'un futur lotissement.
Le 24 juillet 2024 Gennevilliers a accueilli le relais de la flamme olympique des jeux de Paris 2024. Parmi les relayeurs on trouvait le champion de taekwondo Pascal Gentil. À cette occasion des festivités sportives furent organisées.

### Histoire industrielle
À la fin du XIXe siècle le secteur du Petit-Gennevilliers devient rapidement industriel.
En 1886, Modeste Goulet, époux d’Eugénie Turpin, installe la première succursale de son magasin rémois au 78, rue de l’Arbre-Sec (rue Paul-Vaillant-Couturier). Grâce à ce développement les établissements Goulet-Turpin créent de nouveaux entrepôts à Gennevilliers, avenue des Grésillons (le nom apparait encore sur les entrepôts près de la gare du RER).
Vers 1887, une usine de construction mécanique est créée par Eugène Monceau et Frédéric Gaillardet. Louis Seguin (mort en 1918), jeune ingénieur achète cette usine en 1896 et met au point le moteur à pétrole Gnom d’où naît la société des moteurs Gnome crée en 1905. Depuis cette date, l’usine Le Gnome ne cesse de s’agrandir grâce à des échanges ou des achats de terrains, en 1910 le terrain de Gustave Caillebotte est englobé par l’usine qui atteint une superficie d’environ 10 000 m2. Ce moteur entrera dans l’Histoire grâce à Léon Morane qui bat le record du monde de vitesse le 9 juillet 1910. La maison du peintre est préservée jusqu’en 1944.
En 1899 Ernest Chenard et Henry Walcker (Argenteuil 1873 - 1912) installent un atelier rue Henri-Barbusse pour y fabriquer des cycles, des motocycles, des tricycles, des quadricycles, des voiturettes puis des moteurs.
En 1905 c'est la Société d’éclairage, chauffage et force motrice (ECFM) qui s'installe entre l'ancienne gare de Gennevilliers et la route départementale no 9 (boulevard Dequevauvilliers dans la commune de Gennevilliers qui devient boulevard Charles-de-Gaulle dans la commune de Villeneuve-la-Garenne). Cette usine à gaz est alors l’une des plus puissantes d’Europe. Elle emploie dès le début environ 2 000 ouvriers. Rapidement son emprise s'étend jusqu'au bord de Seine, le long de l'avenue Marcel-Paul et jusqu'au pont d'Épinay-sur-Seine, la RD 9 traversant le site. Elle occupe au plus fort 58 hectares et possède un réseau ferré de 24 km. En 1929, la dissidence d'un hameau pour former la commune de Villeneuve-la-Garenne place la limite communale à l'intérieur de l'usine. Les squelettes métalliques des quatre immenses gazomètres à toit coulissant (dont deux de 225 000 m3), qui marquent pendant plusieurs décennies le paysage industriel de la zone en étant visibles de très loin, se retrouvent sur la nouvelle commune et les fours sur l'amputée. En 1945, la société est nationalisée puis transférée à Gaz de France l'année suivante. Mais le gisement de gaz de Lacq, découvert en 1951, arrive dans les années 1960 par gazoducs. GDF décide alors l'arrêt de la production en 1961 et l'usine commence rapidement à être démantelée.
La société Chausson date de 1907. C’est une chaudronnerie originaire d’Asnières-sur-Seine qui se spécialise dès le début dans la fabrication de radiateurs puis se diversifie. En 1932 elle ouvre un atelier de carrosserie fournissant Ford, Citroën, Chenard, Delage. En 1936 elle rachète Chenard et Walcker. Pendant la Seconde Guerre mondiale le prototype du car Chausson est un succès et, après la guerre, elle devient le premier constructeur français de cars et véhicules lourds, occupant 200 000 m2 de terrain en plein cœur de la ville.
En 1913 l’entreprise Carbone acquiert la ferme Biron, (sept hectares) située à l’angle du boulevard Zéphirin-Camélinat et de la rue Jean-Jaurès et s’y installe en 1914. Elle fusionne en 1937, avec la Compagnie lorraine des charbons pour l’électricité en prenant le nom de Carbone Lorraine. En 1956, l’entreprise cède à la ville une parcelle de ce terrain pour y dresser le monument de la Résistance.
En 1916 les aciéries Delachaux s’installent sur un terrain de 20 hectares qui va de la rue des Caboeufs à l’avenue du Pont-de-Saint-Ouen (actuelle avenue Louis-Roche). Cette usine est spécialisée dans la fonte, le modelage des pièces mécaniques, les roues de camions et de gros engins agricoles, les poulies ou la production de chrome.
La même année, les établissements Behin originaires de Paris s’installent, avenue des Grésillons (boulevard Louise-Michel). L’usine qui fabrique des fûts, des tonnelets et des bidons peut désormais développer son activité consacrée au travail de la tôle et façonner des plaques de grandes dimensions et répondre aux besoins militaires. Elle acquiert rapidement une bonne réputation dans le domaine des emballages métalliques et du mobilier de bureau.
En 1915, la société Gnome fusionne avec la société Le Rhône de Lyon pour devenir Gnome et Rhône. Cette nouvelle appellation participe à l’effort de guerre en fabriquant des moteurs d’avions, ce qui lui permet de se développer largement grâce aux commandes militaires. L’usine se transforme : une unité de forge et de fonderie est créée. En 1919, le territoire de l’usine est tel qu’il ne reste plus que la propriété d’Eugène Paillart et le chantier naval « Luce » qui n’appartiennent pas à l’empire Seguin. Cette extension transforme et modifie la vie du Petit Gennevilliers. À partir de 1923, des motos sont produites sous le nom de Gnome et Rhône.
En 1919 la centrale électrique thermique de Gennevilliers sort de terre grâce à l’Union de l’électricité (UDE). Cette centrale devient vite la plus importante de France et la plus grosse du monde. Située en bordure de Seine tout près du pont d’Argenteuil, son emplacement était déjà prévu avant la guerre, étant liée à un vaste programme d’électrification de la région parisienne. L'activité des turbines à vapeur cesse en 1985, mais EDF y installe en 1992 une turbine à combustion fabriquée par Alsthom Belfort. Le reste de la centrale est détruit en février 2006. En 2015 le site n'est toujours pas entièrement réoccupé. Dès la fin des années 1960, la partie nord du site commence à être occupée par de nouvelles entreprises. Au milieu des années 1970 le site est une friche industrielle où table rase a été faite. À l'emplacement des quatre gazomètres se trouvent aujourd'hui deux entrepôts (celui d'un transporteur international et celui d'un groupe de la grande distribution).
Toujours en 1919, l’usine Aubert et Duval spécialisée dans la fabrication des aciers spéciaux, s’installe dans le quartier de l’Arbre-Sec (rue Paul-Vaillant-Couturier). L’entreprise fournit les soupapes pour la 2CV Citroën et travaille également pour Bugatti, Delage, Hotchkiss et fabrique même des boîtes de vitesses pour hélicoptères. Elle fait désormais partie du groupe Eramet.
Entre 1921 et 1927, le nombre d’usines passe de 44 à 88. Les nouvelles usines occupent parfois plusieurs hectares.
- 1924 : la société Geoffroy Delore s’installe rue de la Couture-d’Auxerre, sur 3 hectares, en pleine ville. Cette entreprise était spécialisée dans la fabrication de fils souples sous textiles, puis dans la fabrication de câbles armés et de câbles téléphoniques. En 1925 elle lance les câbles sous gaines métalliques. En 1965 elle possède 4 usines. En 1970, la société est absorbée par la Compagnie générale des câbles de Lyon. En 1977 la production de l’usine de Gennevilliers est arrêtée.
- Vers 1925, l’entreprise Fly-Tox (en français on disait flitox) était installée rue des Noëls. Cette entreprise fabriqua le fameux « cobra » dont le brevet d’invention date de 1927.
- 1926 : le constructeur automobile Charles Mathis, implanté à Strasbourg, s’installe sur un terrain situé avenue du Pont-de-Saint-Ouen (actuelle avenue Louis-Roche). L’usine travaille aussi pour la construction aéronautique. En 1938 General Motors loue les locaux qui sont transformés pour le montage des voitures.
- En 1926, également, face à la demande constante des commandes automobiles et peintures et vernis pour Citroën, Berliet, Saviem… la Compagnie des vernis et peintures Valentine s’installe, sur 4 hectares, avenue des Grésillons (actuelle boulevard Louise-Michel). L’usine est mise en service en 1928. En partie détruite en 1944, elle est reconstruite. En 1984 l’usine passe aux mains de Imperial Chemical Industries (ICI) puis ferme ses portes quelques années plus tard.

En 1928 commence la construction des deux premières darses du Port de Gennevilliers. Et en 1931 les deux premiers bassins du port de Gennevilliers sont terminés. Ils ne seront toutefois vraiment utilisés qu’après la Seconde Guerre mondiale, même si l'armée nazie s'en sert pendant le conflit pour ravitailler ses troupes.
Le site de Thomson CSF est créé à Gennevilliers en 1934. Consacré à la fabrication de matériel radioélectrique pour les transmissions militaires. Les bâtiments sont remaniés en 1955 puis en 1970. Aujourd'hui, les anciens laboratoires de Thomson sont occupés par les cafés Richard.
En 1936, les laboratoires Mauchant s’installent 22, boulevard circulaire d’Épinay (actuel boulevard Zéphirin-Camélinat). Ils sont spécialisés dans les produits pharmaceutiques et en particulier les poudres pour bébés (le talc). En 1960 le laboratoire s’agrandit. En 1975 l’ensemble est transféré à Clichy. La même année, la maison Cinzano s’installe rue des Caboeufs. Les bâtiments comprennent les ateliers d’embouteillages, des chais, des bureaux et des magasins. À partir de 1957 cette société fusionne et devient Dubonnet-Cinzano. Plus tard ce sont les établissements Vernhes, distributeurs de vins fins qui les remplacent.
Lors de la Seconde Guerre mondiale, l’usine Gnome et Rhône, bombardée en 1942, est relativement épargnée mais elle est totalement anéantie lors du bombardement allié de 1944. La maison de Gustave Caillebotte, qui servait de laboratoire de chimie, est détruite. Seul le marteau-pilon reste debout ! Entre 1946 et 1948, la société est reconstruite et s’étend encore. En 1946, Charles Tillon, ministre de l’armement favorable à une politique de renouvellement pour l’aéronautique et à la nationalisation, fait naître la SNECMA.
Les établissements Bertrand et Cie sont complètement détruits en 1940 au Havre. Après la guerre, la compagnie fait reconstruire une semoulerie et une usine de pâtes alimentaires le long de Seine au bout de l’e. Cette fabrique est exploitée depuis les années 1970 par Panzani.
En 1955, les entrepôts et magasins Ford France se situent au bout de l’avenue du Pont-d'Épinay (actuelle avenue Marcel-Paul). Il s’agit d’un centre de fabrication à froid de vernis et de peintures à base de produits inflammables.
Dans le quartier du Village, près de la place du marché, se situait un laboratoire de développement de film travaillant pour le cinéma (le bâtiment a été heureusement conservé). Celui-ci dépendait de la société CTM, ses locaux abritent depuis 2000 un centre de PMI.

## Politique et administration

### Rattachements administratifs et électoraux
La commune fait partie de l’arrondissement de Nanterre.
Gennevilliers, jusqu'alors divisée en deux cantons (Gennevilliers-Nord : 21 853 habitants en 1999 et Gennevilliers-Sud : 20 660 habitants en 1999), se retrouve, dans le cadre du redécoupage cantonal de 2014 en France au sein du nouveau Canton de Gennevilliers, qui comprend également la ville de Villeneuve-la-Garenne, soit, en 2008, 68 644 habitants. Le bureau centralisateur cantonal est à Gennevilliers.
Gennevilliers fait partie de la Première circonscription des Hauts-de-Seine au même titre que la ville de Villeneuve-la-Garenne et de la partie nord de Colombes. Après le désistement au soir du premier tour du député communiste sortant Roland Muzeau c'est le socialiste Alexis Bachelay qui a été élu député lors des élections législatives françaises de 2012.

### Intercommunalité
La ville n'était membre d'aucune intercommunalité à fiscalité propre jusqu'en 2016.
Dans le cadre de la mise en œuvre de la volonté gouvernementale de favoriser le développement du centre de l'agglomération parisienne comme pôle mondial est créée, le 1er janvier 2016, la métropole du Grand Paris (MGP), dont la commune est membre.
La Loi portant nouvelle organisation territoriale de la République du 7 août 2015 prévoit également la création de nouvelles structures administratives regroupant les communes membres de la métropole, constituées d'ensembles de plus de 300 000 habitants, et dotées de nombreuses compétences, les établissements publics territoriaux (EPT).
La commune a donc également été intégrée le 1er janvier 2016 à l'établissement public territorial Boucle Nord de Seine.

### Tendances politiques et résultats
Le vote communiste est très présent dans cette ville qui est dirigée par des maires communistes depuis 1934.
Lors du premier tour des élections municipales de 2014 dans les Hauts-de-Seine, la liste PCF-PS-FDG- Gennevilliers Écologie menée par Patrice Leclerc — soutenu par le maire sortant Jacques Bourgoin, qui ne se représentait pas — obtient la majorité absolue des suffrages exprimés, avec 6 250 voix (61,43 %, 36 conseillers municipaux élus), devançant très largement les listes menées respectivement par : 

- Nasser Lajili (DVG, 1 375 voix, 13,51 %, 3 conseillers municipaux élus) ;

- Jacqueline Marichez-Clero (UMP, 1 362 voix, 13,38 %, 3 conseillers municipaux élus ;

- Brice Nkonda (UDI, 634 voix, 6,23 %, 	1 conseiller municipal élu) ;

- Taoufik Halem (EELV, 	325 voix, 3,19 %, pas d'élus) 	

- Michel Breton (EXG, 228 vois, 2,24 %, pas d'élus).

Lors de ce scrutin, 48,50 % des électeurs se sont abstenus. 	
Lors du premier tour des élections municipales de 2020 dans les Hauts-de-Seine, la liste 	PCF-PS-EÉLV-Ensemble ! menée par le maire sortant Patrice Leclerc obtient la majorité absolue des suffrages exprimés, avec 4 998 voix (58,40 %, 36 conseillers municipaux élus dont 1 métrlopolitain), devançant très largement celles menées respectivement par : 

- Brice Nkonda 	(UDI-MoDem, 1 326 voix, 15,49 %, 3 conseillers municipaux élus) ;

- Nasser Lajili (LFI, 1 289 voix, 15,06 %, 3 conseillers municipaux élus ;

- Jacqueline Marichez-Cléro (LR, 511 voix, 5,97 %, 1 conseiller municipal élu) ;

- Samya Homm (LREM, 267 voix, 3,12 %, pas d'élus) ;

- Zina Bounab (LO, 166 voix, 1,93 %, pas d'élus).

Lors de ce scrutin marqué par la pandémie de Covid-19 en France, 61,08 % des électeurs se sont abstenus.

### Liste des maires
Depuis la Libération de la France, cinq maires se sont succédé à Gennevilliers :
| Période      | Période                    | Identité           | Étiquette | Qualité |
| ------------ | -------------------------- | ------------------ | --------- | --- |
| 1944         | 1973                       | Waldeck L'Huillier | PCF       | Ingénieur des travaux publics Député de la Seine puis des Hauts-de-Seine (1946 → 1951 et 1962 → 1978) Sénateur de la Seine (1952 → 1962) Conseiller général de la Seine (1944 → 1948 et 1959 → 1967)    |
| 4 juin 1973  | 19 septembre 1987          | Lucien Lanternier, | PCF       | Ajusteur Conseiller général de Gennevilliers (1967 → 1985) Membre du comité central du PCF (1956 → 1976) Démissionnaire                                                                                 |
| 1987         | 2001                       | Jacques Brunhes,   | PCF       | Professeur de lettres et d'histoire Conseiller général de Gennevilliers-Nord (1985 → 1988), Député des Hauts-de-Seine (1978 → 1986 et 1988 → 2002) Conseiller régional de l’Ile-de-France (1978 → 1985) |
| 2001         | 2014                       | Jacques Bourgoin   | PCF       | Enseignant de mathématiques Conseiller général de Gennevilliers-Nord (1988 → 2015) |
| 29 mars 2014 | En cours (au 29 juin 2022) | Patrice Leclerc    | PCF       | Cadre salarié au comité d'entreprise d'EDF Conseiller général de Gennevilliers-sud (2001 → 2015) Président de l'EPT Boucle Nord de Seine (2025 → ) Réélu pour le mandat 2020-2026,                      |

### Jumelages
Au 1er janvier 2010, Gennevilliers est jumelée avec :
- Ostrowiec Świętokrzyski (Pologne) depuis 1959[71]
- Imola (Italie) depuis 1960[71]
- Wirral (Royaume-Uni) depuis 1963[71] (voir Birkenhead)
- Hochelaga-Maisonneuve (Canada) depuis 1992[71]
- Bergkamen (Allemagne) depuis 1995[71]

Par ailleurs, la commune de Gennevilliers a signé des contrats de coopération :
- en 2003 avec la commune d'Al-Bireh, dans les territoires palestiniens[71]
- en 2005 avec la commune de La Bañeza en Espagne[71]

## Équipements et services publics

### Enseignement
Gennevilliers est située dans l'académie de Versailles.

#### Établissements scolaires
La ville administre 13 écoles maternelles et 8 écoles élémentaires communales. Attention toutefois, certaines écoles sont dédoublées (par exemple l'école primaire des Grésillons regroupe en réalité deux écoles Grésillons A et Grésillons B).
Le département gère trois collèges :
- Le collège Guy-Môquet situé dans le quartier du Luth. Depuis la rentrée 2010 le collège accueille une classe CHAAP (Classe à horaires aménagés arts plastiques) en partenariat avec la Galerie Édouard Manet de Gennevilliers et le palais de Tokyo.
- Le collège Pasteur situé dans le quartier de la Cité-jardins. Il occupe l'emplacement de l'ancien château de Richelieu[72]. Les derniers vestiges du château ont disparu lors de la rénovation complète du collège. Le collège Louis-Pasteur accueille une SEGPA (Section d'enseignement général et professionnel adapté) et une CHAM (Classe à horaires aménagés musique).
- Le collège Edouard-Vaillant situé dans le quartier Chandon-Brenu. Il comporte une section théâtre, une section tennis et le chinois y est enseigné. Il accueille également une SEGPA.

La région Île-de-France gère le lycée polyvalent Galilée (en), qui regroupe 3 unités pédagogiques : le lycée général et technologique qui prépare aux baccalauréats ES, S, STI2D et STL ; le lycée des Métiers qui prépare aux métiers des matériaux plastiques et composites et de l'électrotechnique (CAP et Baccalauréat professionnel) ; l'enseignement supérieur avec le BTS Chimie (suivi d'une Licence professionnelle), le BTS Europlastic, le BTS Biotechnologies (suivi d'une classe prépa ATS BIO).
. La construction d'un internat de 125 lits permettra l'accueil de nouveaux élèves à la rentrée 2016.

#### Vie universitaire
La ville dispose depuis 2009 d'une annexe universitaire de CY Cergy Paris Université. Celle-ci prend la forme d'un institut universitaire de technologie et d'un Institut national supérieur du professorat et de l'éducation (INSPÉ) et de l'École de journalisme de Gennevilliers. Le site est installé à proximité de la station RER de Gennevilliers.

### Santé
- La ville dispose de deux centres municipaux de santé. Le premier, installé rue de la Paix dans le quartier du Village, dispense des consultations diverses avec notamment l'allergologie, la dermatologie, ou encore la gynécologie, parmi tant d'autres. Une infirmerie et un service dentaire y sont également installés.

Le centre municipal de santé Danièle-Timsit est installé au 80, avenue Chandon dans le quartier des Grésillons.
- L'hôpital Saint-Jean des Grésillons, installé avenue des Grésillons en limite de ville avec Asnières-sur-Seine, spécialisé dans la réadaptation fonctionnelle.

### Justice, sécurité, secours et défense

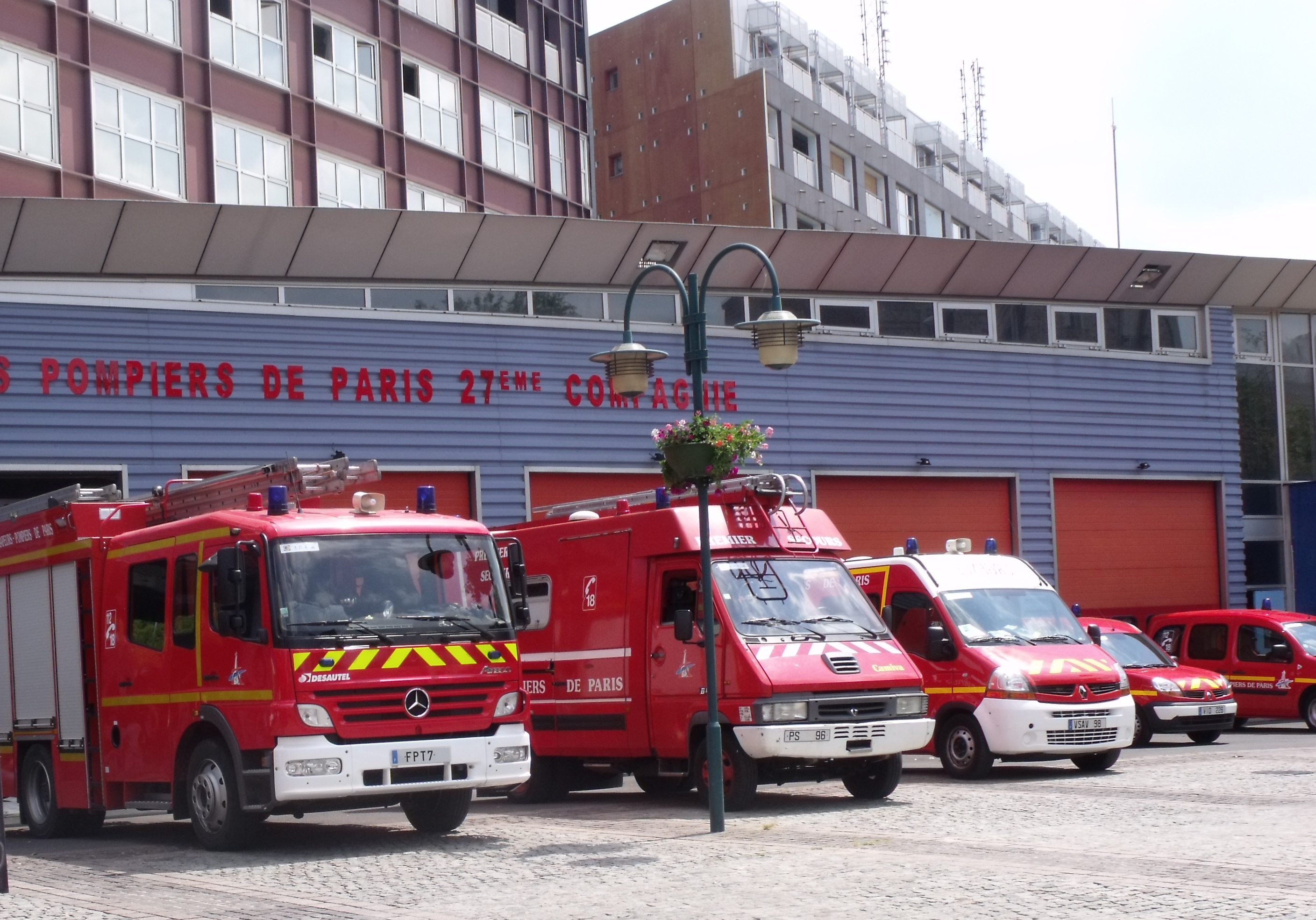
Caserne de pompiers de Gennevilliers.

Dans les années 2010, la ville est marquée par une forte délinquance que déplorent les services de police, qui dénoncent le laxisme des peines prononcées ou encore le manque de moyens pour effectuer leur travail correctement
- La ville possède un commissariat de police installé avenue de la Libération, et jouxtant le centre administratif.
- La brigade de sapeurs-pompiers de Paris dispose sur la ville d'un centre de secours, qui est le poste de commandement de la 27e compagnie d'incendie et de secours, comprenant les centres de secours d'Asnières, de Colombes et de Gennevilliers.

### Autres services publics
Une brigade de douaniers est sise sur le port.
Par ailleurs, l'hôtel des impôts est quant à lui installé dans la tour de la mairie.
En 2024 la ville de Gennevilliers a choisi de racheter une exploitation agricole située à Argentières en Seine-et-Marne afin de garantir une alimentation équilibrée aux cantines scolaires. La transaction est annoncée à un million d'euros.

## Population et société

### Démographie

#### Évolution démographique
L'évolution du nombre d'habitants est connue à travers les recensements de la population effectués dans la commune depuis 1793. Pour les communes de plus de 10 000 habitants les recensements ont lieu chaque année à la suite d'une enquête par sondage auprès d'un échantillon d'adresses représentant 8 % de leurs logements, contrairement aux autres communes qui ont un recensement réel tous les cinq ans,.

En 2022, la commune comptait 50 874 habitants, en évolution de +9,05 % par rapport à 2016 (Hauts-de-Seine : +2,75 %, France hors Mayotte : +2,11 %).
| 1793  | 1800  | 1806  | 1821  | 1831  | 1836  | 1841  | 1846  | 1851  |
| ----- | ----- | ----- | ----- | ----- | ----- | ----- | ----- | ----- |
| 1 155 | 1 041 | 1 005 | 1 086 | 1 106 | 1 099 | 1 115 | 1 154 | 1 166 |

| 1856  | 1861  | 1866  | 1872  | 1876  | 1881  | 1886  | 1891  | 1896  |
| ----- | ----- | ----- | ----- | ----- | ----- | ----- | ----- | ----- |
| 1 168 | 1 630 | 2 186 | 1 897 | 2 389 | 3 245 | 4 448 | 5 837 | 7 401 |

| 1901   | 1906   | 1911   | 1921   | 1926   | 1931   | 1936   | 1946   | 1954   |
| ------ | ------ | ------ | ------ | ------ | ------ | ------ | ------ | ------ |
| 10 056 | 11 586 | 14 003 | 18 118 | 24 120 | 27 250 | 29 369 | 25 169 | 33 137 |

| 1962   | 1968   | 1975   | 1982   | 1990   | 1999   | 2006   | 2011   | 2016   |
| ------ | ------ | ------ | ------ | ------ | ------ | ------ | ------ | ------ |
| 42 595 | 46 074 | 50 290 | 45 396 | 44 818 | 42 513 | 43 054 | 41 930 | 46 653 |

| 2021   | 2022   | - | - | - | - | - | - | - |
| ------ | ------ | - | - | - | - | - | - | - |
| 49 410 | 50 874 | - | - | - | - | - | - | - |

L'évolution du nombre d'habitants est connue à travers les recensements de la population effectués dans la commune depuis 1793. Pour les communes de plus de 10 000 habitants les recensements ont lieu chaque année à la suite d'une enquête par sondage auprès d'un échantillon d'adresses représentant 8 % de leurs logements, contrairement aux autres communes qui ont un recensement réel tous les cinq ans,.

En 2022, la commune comptait 50 874 habitants, en évolution de +9,05 % par rapport à 2016 (Hauts-de-Seine : +2,75 %, France hors Mayotte : +2,11 %).
| 1793  | 1800  | 1806  | 1821  | 1831  | 1836  | 1841  | 1846  | 1851  |
| ----- | ----- | ----- | ----- | ----- | ----- | ----- | ----- | ----- |
| 1 155 | 1 041 | 1 005 | 1 086 | 1 106 | 1 099 | 1 115 | 1 154 | 1 166 |

| 1856  | 1861  | 1866  | 1872  | 1876  | 1881  | 1886  | 1891  | 1896  |
| ----- | ----- | ----- | ----- | ----- | ----- | ----- | ----- | ----- |
| 1 168 | 1 630 | 2 186 | 1 897 | 2 389 | 3 245 | 4 448 | 5 837 | 7 401 |

| 1901   | 1906   | 1911   | 1921   | 1926   | 1931   | 1936   | 1946   | 1954   |
| ------ | ------ | ------ | ------ | ------ | ------ | ------ | ------ | ------ |
| 10 056 | 11 586 | 14 003 | 18 118 | 24 120 | 27 250 | 29 369 | 25 169 | 33 137 |

| 1962   | 1968   | 1975   | 1982   | 1990   | 1999   | 2006   | 2011   | 2016   |
| ------ | ------ | ------ | ------ | ------ | ------ | ------ | ------ | ------ |
| 42 595 | 46 074 | 50 290 | 45 396 | 44 818 | 42 513 | 43 054 | 41 930 | 46 653 |

| 2021   | 2022   | - | - | - | - | - | - | - |
| ------ | ------ | - | - | - | - | - | - | - |
| 49 410 | 50 874 | - | - | - | - | - | - | - |

#### Immigration
En 1999, 52,62 % des jeunes de moins de 18 ans étaient d'origine étrangère (au moins un parent immigré) et en 2005, les jeunes d’origine maghrébine, subsaharienne ou turque sont devenus majoritaires dans la commune,.

### Sports
- Club sportif multisport gennevillois rugby est le club de rugby à XV de la commune.
- Plusieurs clubs de football existent à Gennevilliers, dont la section foot du CSMG.
- Le CSMG Volley, implanté au gymnase Gustave-Caillebotte.
- La ville dispose d'un centre nautique inauguré en 2009. Celui-ci comporte deux bassins, l'un de 25 mètres de long sur quinze de large destiné à la natation et un second moins profond de 25 mètres de long également mais dont la largeur est de huit mètres cette fois-ci. Ce dernier est destiné à l'apprentissage et aux activités ludiques. Une pataugeoire a également été installée pour les plus petits. Ce complexe remplace l'ancienne piscine municipale, détruite en 2010.
- Le parc des Sévines accueille le centre tennistique (10 courts dont 6 couverts) et le centre équestre (disposant d'une carrière, d'un manège, de 23 chevaux d'école et de 10 poneys).
- La ville dispose également de 11 gymnases (couplés à 10 terrains d'évolution), d'un dojo de 600 m2, de 5 terrains de football (le stade du Luth rénové en 2012, a été baptisé stade Lilian-Thuram en octobre 2012 en présence du footballeur) et de 5 terrains de pétanque. Deux terrains de rugby (l'un engazonné et l'autre synthétique) complètent cette offre.

### Médias
Depuis 2010 le groupe de presse Prisma Media a installé son siège à Gennevilliers, rue Henri-Barbusse, dans le quartier des Grésillons. Le bâtiment accueillant a été construit selon les normes haute qualité environnementale alors en vigueur.
Entre 1993 et 2000 se trouvait le studio de tournage des Minikeums, programme jeunesse de France 3.

### Cultes

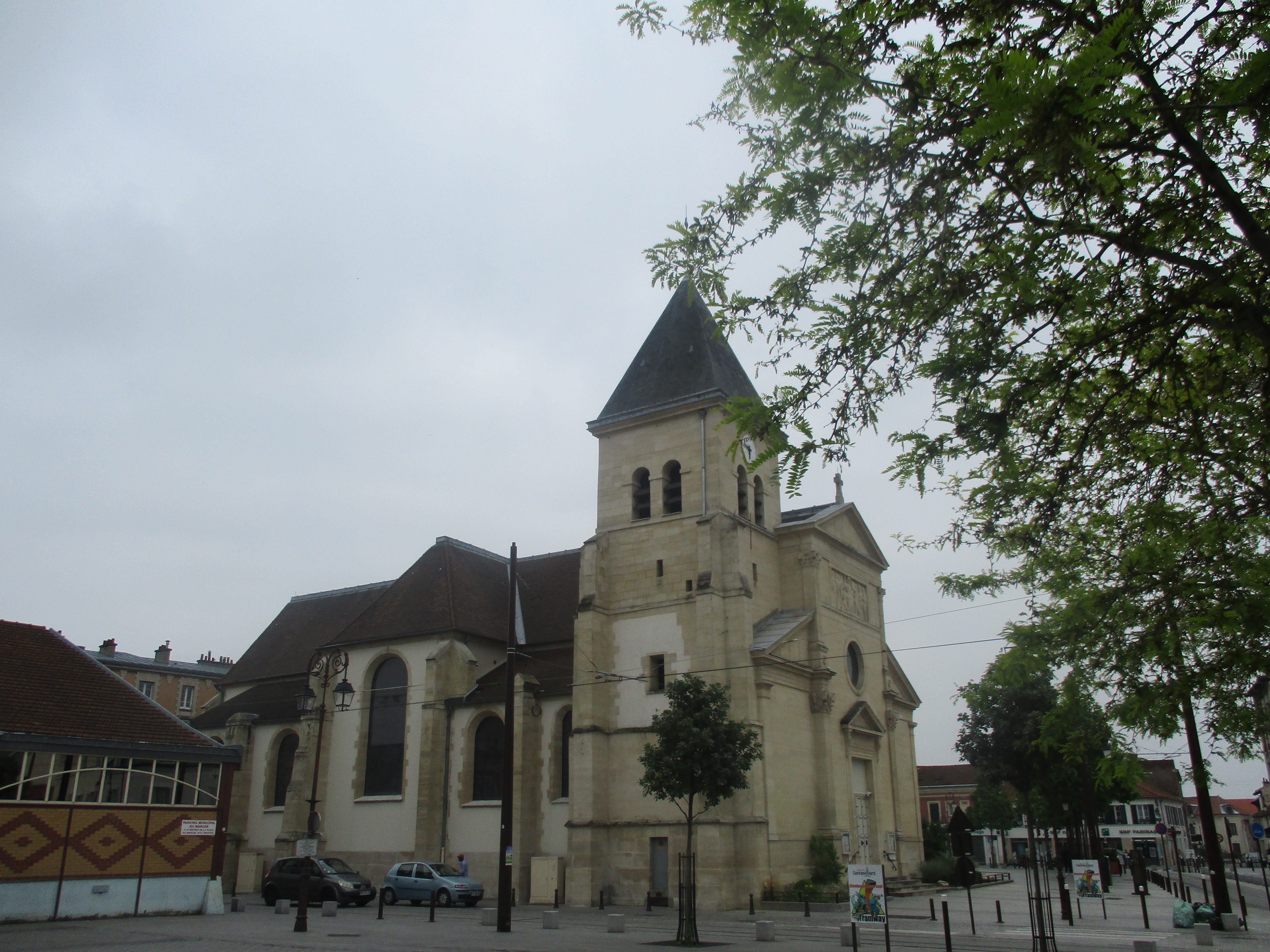
Côté nord de l'église Sainte-Marie-Madeleine de Gennevilliers.

Les Gennevillois disposent de lieux de culte catholique, musulman et protestant.
- Religion catholique : 
Depuis janvier 2010, la paroisse catholique de Gennevilliers fait partie du doyenné de la Boucle-Nord, l'un des neuf doyennés du diocèse de Nanterre[85]. Au sein de ce doyenné, les trois lieux de culte catholique relèvent de la paroisse de Gennevilliers[86] :
  - l'église Sainte-Marie-Madeleine dans le quartier du village,
  - l'église Saint-Jean-des-Grésillons dans le quartier des Grésillons,
  - l'église Notre-Dame-des-Agnettes dans le quartier des Agnettes[87],
  - l'ancienne chapelle Sainte-Jeanne-d'Arc (42, avenue Louis-Roche), proche du quai du Moulin-de-Cage, est désormais désaffectée[88].

- Culte musulman : mosquée Ennour dans le quartier des Grésillons.
- Culte protestant :
  - Chapelle Protestante Evangélique.
  - Église Protestante Évangélique.
  - Église Pentecôtiste unie, rue Henri-Barbusse.

## Économie

### Revenus de la population et fiscalité
En 2010, le revenu fiscal médian par ménage était de 23 453 €, ce qui plaçait Gennevilliers au 25 783e rang parmi les 31 525 communes de plus de 39 ménages en métropole.

### Emploi
- Gennevilliers dispose d'une agence du Pôle Emploi sise 223, rue des Cabœufs[90] dans la zone d'activité économique du Fossé Blanc, à proximité immédiate de la station RER des Grésillons.
- Une mission locale accueille les jeunes adultes à la recherche d'un emploi pour les aider dans leurs démarches. Elle est installée dans le quartier des Chevrins[91], non loin du Centre administratif.

### Entreprises et commerces

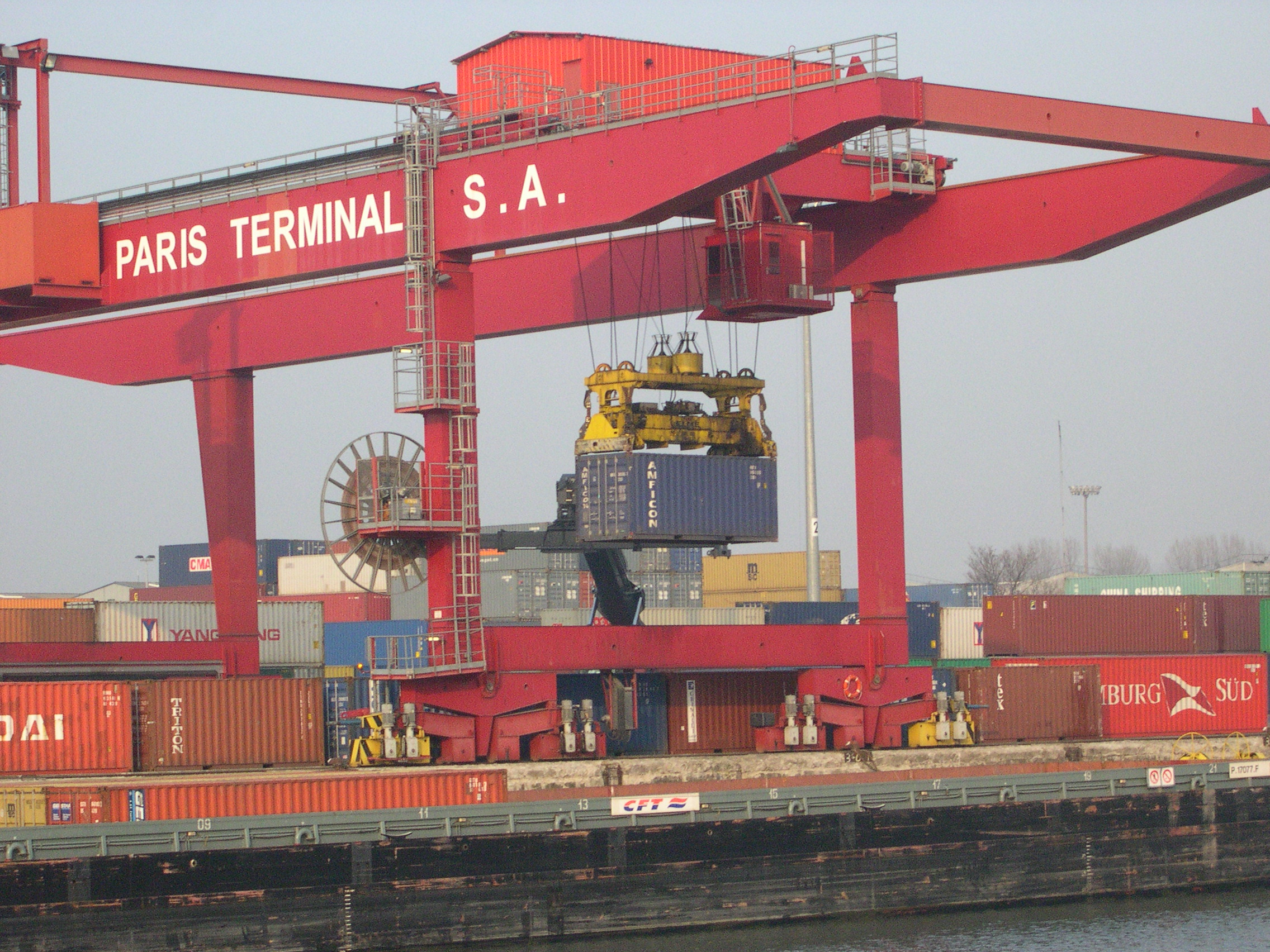
Portique de levage au port de Gennevilliers.

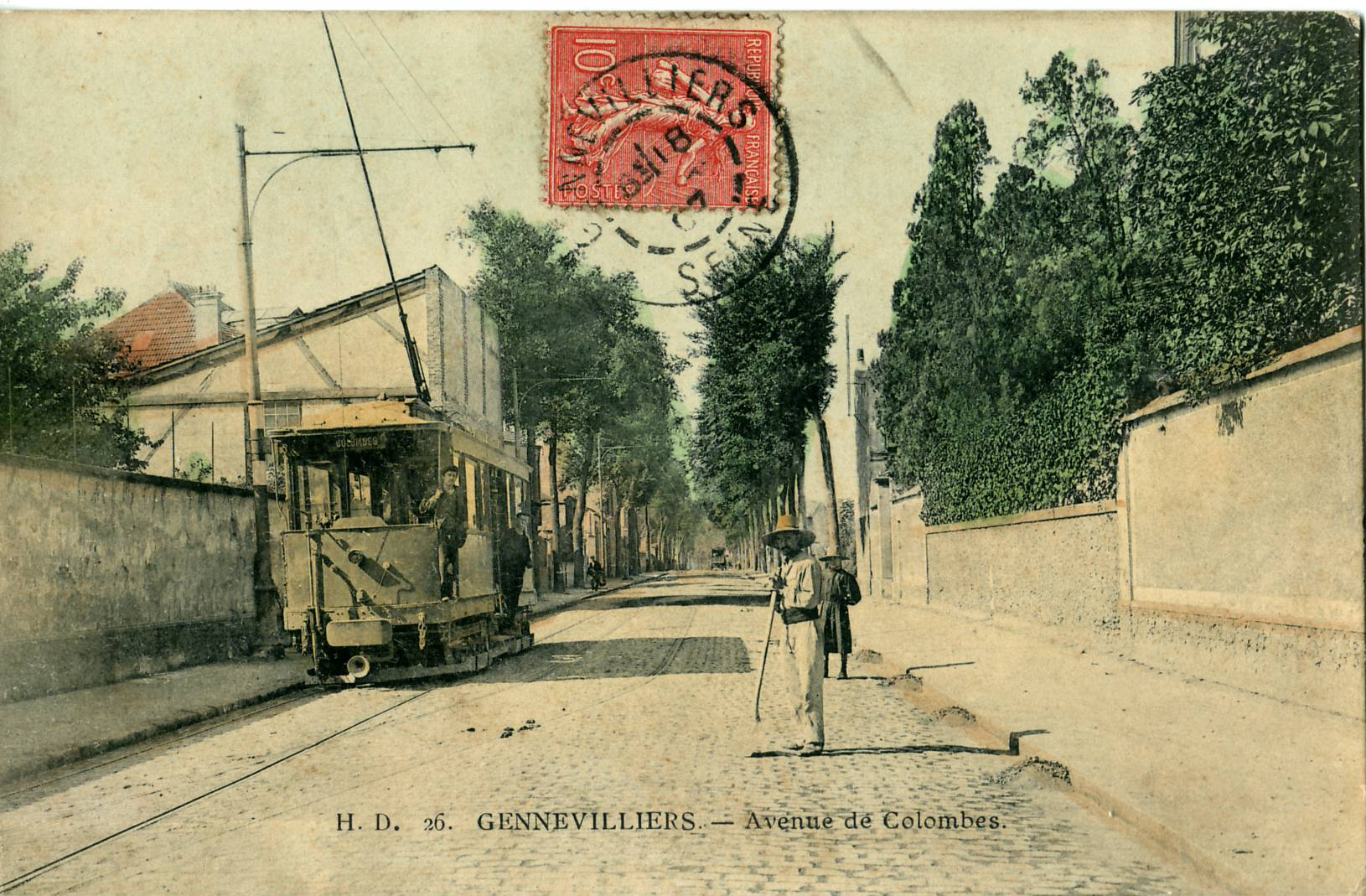
Gennevilliers était autrefois desservi par le réseau de tramways parisiens.

Très proche de la capitale et dotée d'une bonne infrastructure, la ville est devenue un centre industriel important de la région, ainsi qu’un carrefour logistique avec notamment le siège de l'entreprise Calberson (groupe Géodis).
Le Port de Gennevilliers (Port autonome de Paris) est le plus important des quatre grands ports d’Île-de-France : produits métallurgiques, minerais, déchets, combustibles solides, produits pétroliers, matériaux de construction, machines, véhicules (Renault), produits agricoles et denrées alimentaires y transitent.
Gennevilliers est depuis le début du XXe siècle un important site de production et de sous-traitance aéronautique avec des sociétés comme la SECAN et Safran-Snecma. Cette dernière a repris les lieux de production de l'entreprise Gnome et Rhône, en limite de Colombes.
Dans le secteur des services, Gennevilliers accueille le siège social et le principal centre d'activités d'Europ Assistance. Près de la station Gabriel-Péri, Gennevilliers accueille également depuis 2011 le siège de Prisma Media au sein du programme de bureaux Pointe Métro, dans un quartier entièrement rénové.
En ce qui concerne le commerce, la ville dispose de deux hypermarchés à dominante alimentaire portant les enseignes de Carrefour et E.Leclerc ainsi que plusieurs supermarchés parmi lesquels se trouvent un Picard, un Naturalia, un Aldi (qui a remplacé le Leader Price, situé avenue Gabriel Péri), un G20, un Coccinelle Expresse et enfin deux Franprix. Un centre commercial en lisière du parc des Chanteraines, et nommé Espace Chanteraine, possède plusieurs enseignes comme Boulanger, la Fnac, ou encore Lapeyre. Deux restaurants aux enseignes de Hippopotamus et Tablapizza y sont également installés. Un second centre commercial nommé Enox, situé en face du premier, a ouvert le 5 mai 2015. Cet espace commercial accueil des entreprises bénéficiant d'une renommée internationale comme Nike (celui-ci est un Outlet) ou encore Burger King. D'autres entreprises très célèbres en France figurent au sein de cette ZAC comme Gifi, Darty, ou encore King Jouet.
Enfin, Gennevilliers accueille les locaux de BazarChic, entreprise de commerce en ligne qui repose sur le concept de ventes privées.

## Culture locale et patrimoine

### Lieux et monuments
La commune comprend de plusieurs monuments répertoriés à l'inventaire général du patrimoine culturel de la France.
- Le collège Pasteur est construit sur l’emplacement du château de Gennevilliers. Une partie du château était encore visible jusqu'en 1998 (date de la restructuration du collège Pasteur). Les anciens communs du château sont encore présents, à l'angle de la rue Jean-Jaurès et de la rue Carnot.
- L'église Sainte-Marie-Madeleine : De l’ancienne église détruite après les inondations de 1649, il ne reste que le clocher. La première pierre pour sa reconstruction a été posée en 1650 par Armand Prince de Conti et, 18 mois plus tard, l’église fut achevée. La porte et la façade ont été refaites et modifiée en 1830 Elle est consacrée en 1665 par l’évêque de Dax. Les vitraux datent du début du XXe siècle. Autrefois, une grande verrière du XVIIe siècle représentait deux bienfaiteurs accompagnés de leurs armoiries et assistés de saint Nicolas et de sainte Marie-Madeleine[94].
- le refuge de la SPA Grammont : En 1903, un établissement pour animaux perdus, financé par une subvention de Gordon Bennett s’installa au No 124, rue du Moulin-de-la-Tour (rue Henri-Barbusse). Il fut modernisé et agrandi en 1927, grâce à une subvention de madame Camille du Gast. En 1958 le Refuge a été déplacé à l’endroit actuel, avenue du Pont-de-Saint-Denis (avenue Charles-de-Gaulle).

Et également :
- Le parc des Chanteraines : une partie est implantée sur la ville, avec notamment le lac des Chanteraines.
- La mosquée de Gennevilliers.
- Le cimetière de Gennevilliers.

### Patrimoine culturel

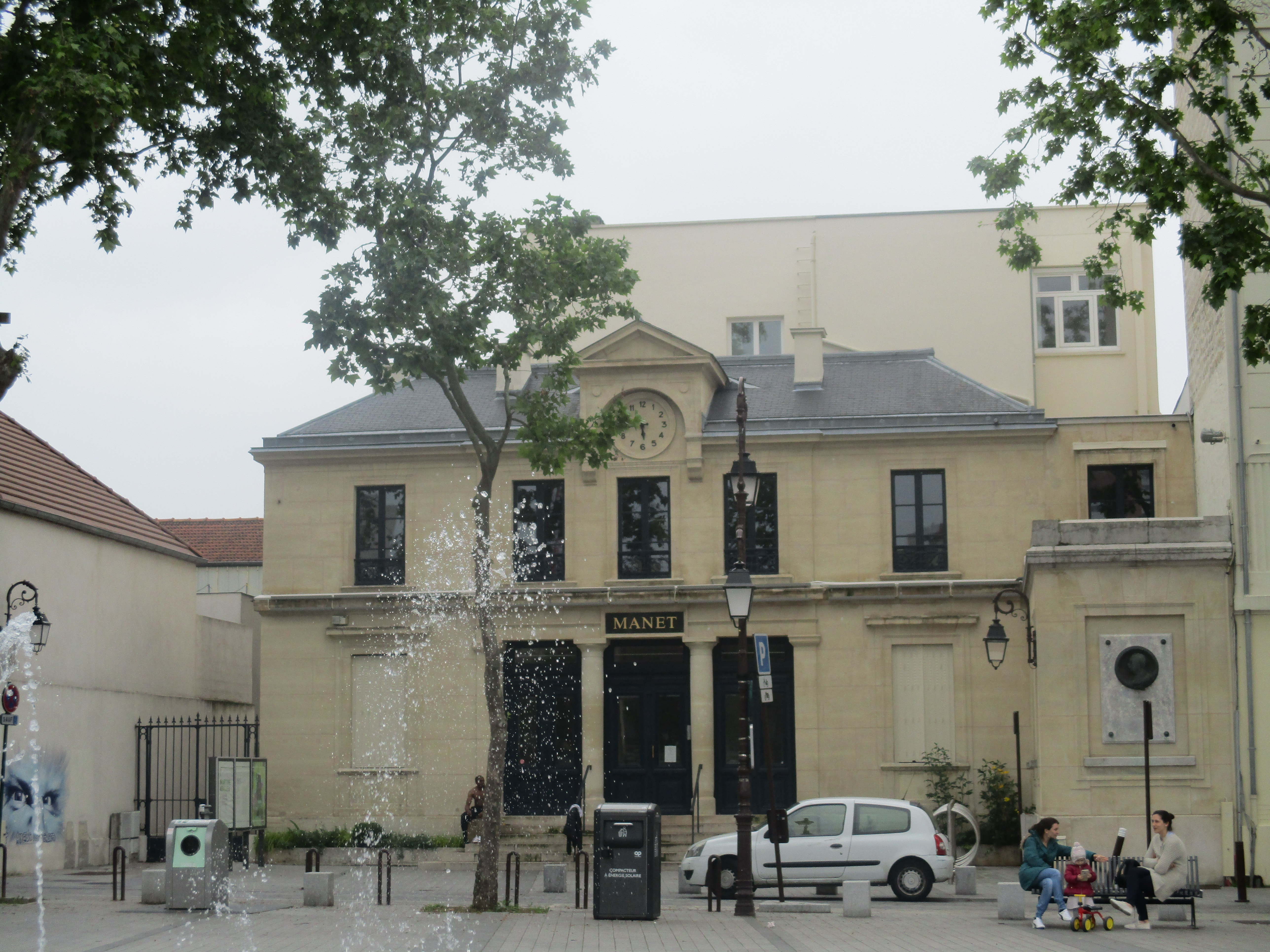
École des beaux-arts Manet, place Jean-Grandel.

- Le cinéma Jean-Vigo, installé dans le quartier des Cités Jardins, qui dispose de deux salles de respectivement 203 et 82 places. Classé « art et essai », il possède depuis la rentrée 2012 un système de projection 3D Active[95] adapté à certains films « grand public ».
- Le théâtre de Gennevilliers, installé dans le quartier des Grésillons, en limite de commune avec Asnières-sur-Seine[96]. Officieusement renommé T2G en 2010, celui-ci est axé sur la création contemporaine.
- L'école municipale des beaux-arts Édouard-Manet[97], installé dans le quartier du Village, dans l'enceinte de l'ancienne mairie, dispense des cours de peinture et de sculpture et offre un espace d'exposition.
- Le Tamanoir[98], scène de création de musique contemporaine et urbaine, installé dans quartier du Luth.
- Une chanson du folklore traditionnel : La Fille de Gennevilliers.
- Pierre Perret prend Gennevilliers pour cadre de sa chanson "Pépé la jactance" et l'évoque également dans "Marcel" ("On n'est pas des paumés on est de Gennevilliers").

En outre depuis 2006 la ville est engagée dans l'opération Culture à Domicile visant à faire venir auprès des personnes, directement chez elles, des artistes (musiciens, humoristes, comédiens…) pour des représentations uniques.

### Patrimoine disparu
- Le château construit pour le maréchal de Richelieu, connu localement comme Château de Richelieu[100] a été érigé à partir de 1746. Après plusieurs changements de propriétaires il devient en 1902 propriété de la ville qui en fait une école. Les dernières parties visibles, des communs, ont été détruites en 1998 pour laisser place au collège d'enseignement secondaire Louis-Pasteur[72]. Les écuries du château, au coin de la rue Jean-Jaurés et la rue Carnot, sont toutefois en cours de réhabilitation[101].
- Le moulin de la Tour, installé dans l'actuelle rue Henri-Barbusse, construit au XVIIIe siècle. Édifié par une riche famille bourgeoise de la ville il a été peint en 1875 par Berthe Morisot sous le titre Le petit moulin de Gennevilliers sous la forme d'une huile sur toile[102]. Ayant perdu son intérêt économique, le moulin a été transformé en habitation. Une maisonnette lui fut accolée par la suite. L'ensemble a été détruit en 1933[100].

### Gennevilliers et le cinéma
- 1955 : Gas-Oil de Gilles Grangier, devant la gare et les entrepôts attenants et dans une gravière située 92, avenue du Général-de-Gaulle
- 1973 : Bel ordure de Jean Marbœuf, notamment rue du pont d'Argenteuil
- 1985 : Le Thé au harem d'Archimède de Mehdi Charef, dans le quartier du Luth, notamment.
- 1998 : H (série télévisée), Ramzy (Sabri dans la série) y fait plusieurs fois allusion.
- 2007 : Bac +70 de Laurent Lévy, au lycée Galilée.
- 2011 : Intouchables d'Olivier Nakache et Eric Toledano, rue Clara-Zetkin, dans le quartier des Grésillons.

### Personnalités liées à la commune
- Marguerite de Launay, baronne de Staal (1684-1750), femme de lettres, dramaturge, résida et mourut à Gennevilliers.
- Pierre-Augustin Caron de Beaumarchais (1732-1799), écrivain, musicien, homme d'affaires et poète, joua la première du Mariage de Figaro, en privé, au château de Gennevilliers (actuellement site du collège Louis-Pasteur).
- Martin Michel Charles Gaudin Duc de Gaète (1756-1841), homme politique, ministre sous le Consulat, mort à Gennevilliers.
- Gustave Caillebotte (1848-1894), peintre, collectionneur, mécène et organisateur d'expositions impressionnistes, est mort à Gennevilliers où il habitait.
- Édouard Manet (1832-1883), peintre, y vécut.
- Alfred Durand-Claye (1841-1888), ingénieur.
- Jean Grandel (1891-1941), maire de Gennevilliers, fusillé à Châteaubriant par les Allemands.
- Armand Raimbeau (1903-1986), pionnier de l'aviation à réaction[103] et proche collaborateur de Marcel Bloch avant-guerre[104], mort à Gennevilliers.
- Robert Hoffstetter (1908-1999), professeur de paléontologie à l'université Paris VI, mort à Gennevilliers.
- Fernand Raynaud (1926-1973), humoriste et acteur, a vécu à Gennevilliers.
- Georges Marchal (1920-1997), acteur, a vécu à Gennevilliers.
- Pierre Perret (1934-), auteur-compositeur-interprète, a vécu huit ans dans le quartier du Fossé de l'Aumône.
- Éliane Aubert-Colombani (1934-), écrivain, a vécu trente ans à Gennevilliers.
- Gérard Delteil (1939-), écrivain, a habité dans le quartier des Grésillons.
- Alain David dit Alain David-Gabison (1939-2020), comédien, a vécu et est décédé à Gennevilliers[105].
- Bertrand-Moulin (1944-2006); artiste peintre, vécut au 8, rue Carnot.
- Coluche (1944-1986), comédien et humoriste, lança à Gennevilliers[106] la campagne des Restos du cœur.
- Jacques Boutault (1961-), homme politique, maire Verts du 2e arrondissement de Paris depuis mars 2001, né à Gennevilliers.
- Bruno Le Roux (1965-), homme politique, président du groupe socialiste à l'Assemblée nationale de 2012 à fin 2016 puis ministre de l'intérieur du gouvernement Cazeneuve, né à Gennevilliers.
- Ramzy Bedia (1972-), comédien et humoriste du duo comique Éric et Ramzy y a passé son enfance.
- Garra Dembélé (1986-), footballeur, a vécu à Gennevilliers.
- Melha Bedia (1990-), comédienne et humoriste, a passé son enfance à Gennevilliers[107].
- Isabelle Adjani (1955-), comédienne, y a passé son enfance.
- Éric Blanc (1959-), joueur de rugby à XV, commença sa carrière au CSM Gennevilliers.
- Thierry Vigneron (1960-), perchiste, a habité au Fossé de l'Aumône puis au Luth.
- Mathieu Rigouste (1980-), criminologue et sociologue, né à Gennevilliers.
- David N'Gog (1989-), footballeur, né à Gennevilliers.
- Diomansy Kamara (1980-), footballeur, a débuté à Gennevilliers où il a passé son enfance.
- Roschdy Zem (1965-), acteur, né à Gennevilliers.
- Lamya Essemlali (1979-), militante et écologiste, née à Gennevilliers.
- DJ Mehdi (1977-2011), producteur de musique et compositeur de hip-hop et de musique, a passé son enfance à Gennevilliers.
- Édouard Roger-Vasselin (1983-), joueur de tennis français, est né à Gennevilliers.
- Jeanine Claes (1947-2019), a grandi et vécu pendant longtemps rue Jean-Jaurès.
- Vincent Rattez (1992-), joueur de rugby à XV, membre de l'Équipe de France, a commencé sa carrière au CSMG.
- David Coscas dit McFly (1986-), de Mcfly et Carlito, vidéaste humoriste français, né à Gennevilliers.
- Dan Tudosa (1975-), international roumain de Rugby à XV ayant joué au CSM Gennevilliers.

### Héraldique, logotype et devise
| Blason de Gennevilliers | Blason  | De gueules à la champagne d'argent surmontée d'azur, à Sainte Geneviève accompagnée de trois moutons, le tout contourné brochant au naturel posé sur une presqu'île de sinople mouvant du flanc dextre, au chef parti au I cousu aussi de sinople chargé d'une couronne franque d'or et au II cousu aussi d'azur chargé d'un clou de la Passion aussi d'argent accosté de deux fleurs de lys aussi d'or. |
| Blason de Gennevilliers | Détails | Le statut officiel du blason reste à déterminer. |

## Pour approfondir